# Liste der Stolpersteine in Mönchengladbach – Stadtbezirk Süd

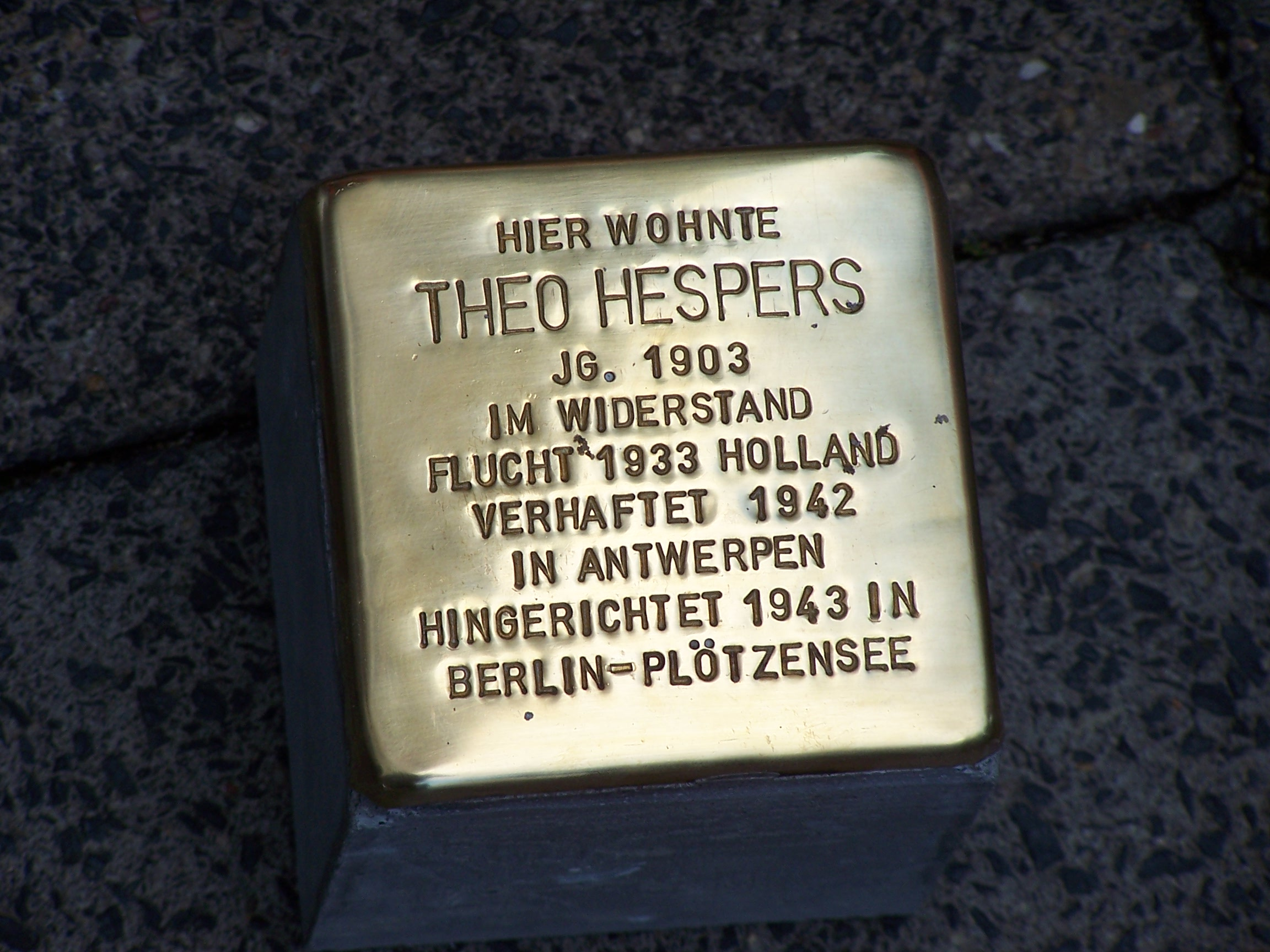
Stolperstein für Theo Hespers

Die Liste der Stolpersteine in Mönchengladbach – Stadtbezirk Süd enthält alle Stolpersteine, die im Rahmen des gleichnamigen Projekts von Gunter Demnig in Mönchengladbach im Stadtbezirk Süd verlegt wurden. Mit ihnen soll an Opfer des Nationalsozialismus erinnert werden, die hier lebten und wirkten.
Neben den hier verlegten Stolpersteinen, die in der Liste erfasst wurden, liegt im Stadtteil Rheydt auch eine „Stolperschwelle“.
Weitere verlegte Stolpersteine in anderen Stadtbezirken von Mönchengladbach sind hier zu finden:
- Stadtbezirk Nord
- Stadtbezirk Ost
- Stadtbezirk West

## Verlegte Stolpersteine
- Karte mit allen Koordinaten:
- OSM |
- WikiMap

Hinweise zur Benutzung der Auflistung:
Die Liste führt die verlegten Stolpersteine auf, nennt Namen und Lebensdaten der Person, Ort und Datum der Verlegung, die auf dem Stein zu lesende Inschrift und zeigt jeweils ein Foto des beschriebenen Stolpersteins. Dazu führt die Liste Informationen zur Person auf sowie, in den Fußnoten, auch Informationen zu den genannten verwandten Personen.
- Die Liste ist teils sortierbar gestaltet. Die Sortierung nach dem Alphabet wird durch das Anklicken der beiden Dreiecke in den Spalten erreicht.
- Mit ♁ (Lage) oder der Weltkugel lassen sich die Koordinaten mit Kartendiensten anzeigen.
- Hochgestellte Zahlen im Text bedeuten einen Link: Hochgestellte Zahlen in eckigen Klammern verweisen auf einen Einzelnachweis (Beleg) für die Information.
- Blau hinterlegte Wörter sind als Links zu anderen Wikipediaartikeln oder auch als Links innerhalb dieser Liste hinterlegt.

| Adresse                                                | Verlege- datum | Person, Inschrift | Bild | Anmerkung |
| ------------------------------------------------------ | -------------- | --- | ---- | --- |
| Bachstraße 163 ·                                       | 4. Apr. 2007   | Hier wohnte Lina Beretz Jg. 1892 Flucht Holland Lager Westerbork Deportiert Auschwitz Ermordet 21.09.1942                                       |      | Lina Beretz wurde als Tochter von Hubert Beretz (*01.07.1866) und Sibilla Beretz, geb. Cahn (*08.08.1862) am 14.05.1892 in Karken geboren, sie blieb unverheiratet. Lina hatte drei Geschwister: Alexander (*25.07.1893), Max (*14.06.1896) und Frieda (*18.10.1898). Lina, Max, Sibilla und Hubert emigrierten in die Niederlande; Lina wurde in Westerbork interniert und am 21.09.1942 nach Auschwitz deportiert, als Todestag wird der 21.09.1942 angegeben. |
| Bachstraße 163 ·                                       | 4. Apr. 2007   | Hier wohnte Hubert Beretz Jg. 1866 Flucht Holland Lager Westerbork Deportiert Auschwitz Ermordet 15.12.1942                                     |      | Hubert Beretz wurde am 01.07.1866 als Sohn von Isaac Beretz (1823–1910) und Jetta Beretz, geb. Marks (1831–1906) in Vlodrop geboren. Er heiratete am 30.06.1891 Sibilla Cahn (*08.08.1862), aus der Ehe gingen vier Kinder hervor: Lina (*14.05.1892), Alexander (*25.07.1893), Max (*14.06.1896) und Frieda (*18.10.1898). Hubert musste seine Metzgerei im Jahre 1938 schließen, in der Folgen wanderten Lina, Max, Sibilla und Hubert in die Niederlande aus. Hubert wurde 1941 in Westerbork interniert, am 12.12.1942 nach Auschwitz deportiert und dort ermordet, als Todestag wird der 15.12.1942 angegeben. |
| Bachstraße 163 ·                                       | 4. Apr. 2007   | Hier wohnte Sibilla Beretz Geb. Cahn Jg. 1862 Flucht Holland Tot 26.08.1941 KZ Westerbork                                                       |      | Sibilla Cahn wurde am 08.08.1862 als Tochter von Joseph Cahn und Sara Cahn, geb. Gottschal(c)k (1834–1905) in Schnelsen geboren. Sie heiratete Hubert Beretz (*01.07.1866), aus der Ehe gingen vier Kinder hervor: Lina (*14.05.1892), Alexander (*25.07.1893), Max (*14.06.1896) und Frieda (*18.10.1898). Lina, Max, Sibilla und Hubert emigrierten in die Niederlande, Sibilla wurde in Westerbork interniert, wo sie am 26.08.1941 verstarb. |
| Bachstraße 163 ·                                       | 4. Apr. 2007   | Hier wohnte Max Beretz Jg. 1896 Flucht Holland KZ Westerbork Deportiert Auschwitz Ermordet 28.02.1943                                           |      | Max Beretz wurde am 14.06.1896 als Sohn von Hubert Beretz (*01.07.1866) und Sibilla Beretz, geb. Cahn (*08.08.1862) in Rheydt geboren, er blieb unverheiratet. Max hatte drei Geschwister: Lina (*14.05.1892), Alexander (*25.07.1893) und Frieda (*18.10.1898). Lina, Max, Sibilla und Hubert emigrierten in die Niederlande, Max wurde in Westerbork interniert und im Jahr 1942 nach Auschwitz deportiert, wo er am 28.02.1943 für tot erklärt wurde. |
| Bachstraße 163 ·                                       | 4. Apr. 2007   | Hier wohnte Alexander Beretz Jg. 1893 Deportiert Auschwitz Ermordet 31.03.1944                                                                  |      | Alexander Beretz wurde am 25.07.1893 als Sohn von Hubert Beretz (*01.07.1866) und Sibilla Beretz, geb. Cahn (*08.08.1862) in Rheydt geboren. Er hatte drei Geschwister: Lina (*14.05.1892), Max (*14.06.1896) und Frieda (*18.10.1898). Alexander heiratete Emma Isaak (*18.02.1895), aus der Ehe ging ein Sohn hervor: Helmut (*30.03.1927 in Den Haag, Schicksal unbekannt). Alexander und Emma emigrierten bereits 1922 in die Niederlande, nach dem Einmarsch der Nazis wurden sie in Westerbork interniert und nach Auschwitz deportiert, wo Alexander am 31.03.1944 ermordet wurde. |
| Bachstraße 163 ·                                       | 4. Apr. 2007   | Hier wohnte Emma Beretz Geb. Isaak Jg. 1895 Deportiert Auschwitz Ermordet 22.05.1944                                                            |      | Emma Isaak wurde am 18.02.1895 in Herrath geboren. Sie heiratete Alexander Beretz (*25.07.1893) aus der Ehe ging ein Sohn hervor: Helmut (*30.03.1927 in Den Haag, Schicksal unbekannt). Alexander und Emma emigrierten bereits 1922 in die Niederlande, nach dem Einmarsch der Nazis wurden sie in Westerbork interniert und nach Auschwitz deportiert, wo Emma am 22.05.1944 ermordet wurde. |
| Bachstraße 163 ·                                       | 4. Apr. 2007   | Hier wohnte Frieda Levy Geb. Beretz Jg. 1898 Deportiert 1943 Richtung Osten ?                                                                   |      | Frieda Beretz wurde am 18.10.1898 als Tochter von Hubert Beretz (*01.07.1866) und Sibilla Beretz, geb. Cahn (*08.08.1862) in Rheydt geboren, sie hatte drei Geschwister: Lina (*14.05.1892), Alexander (*25.07.1893) und Max (*14.06.1896). Frieda heiratete Josef Levy (*02.07.1893), beide emigrieren 1938 über Belgien nach Frankreich, wo sie nach dem Einmarsch der Nazis in einem Internierungslager (wie z. B. Le Faugas-Mazères oder Saint-Cyprien) festgesetzt wurden. Frieda wurde 1943 nach Auschwitz deportiert, wo er ermordet wurde. |
| Bachstraße 163 ·                                       | 4. Apr. 2007   | Hier wohnte Josef Levy Deportiert 1943 Richtung Osten ?                                                                                         |      | Josef Levy wurde am 02.07.1893 in Aachen geboren, er heiratete Frieda Beretz (*18.10.1898). Josef und Frieda emigrieren 1938 über Belgien nach Frankreich, wo sie nach dem Einmarsch der Nazis in einem Internierungslager (wie z. B. Le Faugas-Mazères oder Saint-Cyprien) festgesetzt wurden. Joseph wurde am 04.09.1942 von Drancy nach Auschwitz deportiert und ermordet, als Todesjahr wird 1943 angegeben. |
| Beckersstraße 20 ·                                     | 25. März 2011  | Hier wohnte Lena Horn Jg. 1859 Deportiert 1942 Theresienstadt Ermordet in Trostinec                                                             |      | Lena Horn wurde am 02.01.1859 als Tochter von Veit Horn (1827–1900) und Regina Horn, geb. Goldstein (1830–1882) in Rheydt geboren, sie hatte drei Geschwister – bekannt sind: Sara (1853–1939) und Joseph (1857–1917). Lena wurde am 25.07.1942 in das Ghetto Theresienstadt deportiert und am 24.08.1942 mit dem Todestransport nach Maly Trostinec verbracht, am 31.12.1945 wurde sie für tot erklärt. |
| Brucknerallee 130 ·                                    | 25. Jan. 2008  | Hier wohnte Betty Schnitzler Jg. 1896 Deportiert 1942 Izbica Ermordet                                                                           |      | Betty Schnitzler wurde am 26.04.1896 als Tochter von Leo Schnitzler (1864–1927) und Wilhelmine Schnitzler, geb. Geisel (1868–1936) in Müntz geboren. Sie hatte zwei Geschwister: Helene Schnitzler (1898–1941) und Michael Schnitzler (*14.05.1902). Betty blieb unverheiratet, am 22.04.1942 wurde sie über Düsseldorf in das Ghetto Izbica verbracht, dort gilt sie als verschollen. |
| Brucknerallee 130 ·                                    | 25. Jan. 2008  | Hier wohnte Hildegard Schnitzler Geb. Elkan Jg. 1906 Deportiert 1941 Riga Ermordet in Stutthof                                                  |      | Hildegard Elkan wurde am 18.11.1906 als Tochter von Gustav Elkan (1878–1942) und Alwine Elkan, geb. Heymann (1877–1940) in Odenkirchen geboren. Sie heiratete Michael Schnitzler (*14.05.1902). Michael und seine Ehefrau wurden am 10.12.1941 über Düsseldorf ins Ghetto Riga verbracht, von dort aus weiter nach Stutthof deportiert, wo Hildegard umkam. |
| Brucknerallee 130 ·                                    | 25. Jan. 2008  | Hier wohnte Michael Schnitzler Jg. 1902 Deportiert 1941 Riga Tod 1945 in Theresienstadt                                                         |      | Michael Schnitzler wurde am 14.05.1902 als Sohn von Leo Schnitzler (1864–1927) und Wilhelmine Schnitzler, geb. Geisel (1868–1936) in Müntz geboren, er hatte eine Schwester Betty (*26.04.1896). Er heiratete Hildegard Elkan (*18.11.1906), das Ehepaar wurde am 10.12.1941 über Düsseldorf ins Ghetto Riga verbracht, von dort aus weiter nach Stutthof deportiert. Michael wurde von dort im August 1944 nach Buchenwald weiter verbracht, im April 1945 ging es weiter ins Ghetto Theresienstadt. Vermutlich Ende Mai 1945, kurz nach seiner Befreiung, verstarb er an Flecktyphus, als offizielles Todesdatum gilt der 20.06.1945. |
| Burgfreiheit 3 ·                                       | 13. Nov. 2011  | Hier wohnte Friederike Oberländer Geb. Loeb Jg. 1878 Deportiert 1942 Theresienstadt Ermordet in Minsk                                           |      | Friederike Loeb wurde am 09.08.1878 als Tochter von Karl Loeb und Fanny Loeb, geb. Wolf in Kallstadt geboren. Sie heiratete Sigmund Oberländer (*12.12.1868), aus der Ehe gingen zwei Töchter hervor: Ruth (*unbekannt, überlebt, über England in die USA emigriert) und Gertrud (*09.10.1902). Friederike wurde am 25.07.1942 von Aachen mit dem Transport VII/2 Br 671 in das Ghetto Theresienstadt verbracht, am 16.09.1942 weiter mit dem Transport Br nach Treblinka deportiert. U.a. lt. dieser Quelle ist sie dort ermordet worden. |
| Burgfreiheit 3 ·                                       | 13. Nov. 2011  | Hier wohnte Sigmund Oberländer Jg. 1868 Deportiert 1942 Theresienstadt Ermordet in Minsk                                                        |      | Sigmund Oberländer wurde am 12.12.1868 als Sohn von Lazarus Oberländer (1832–1915) und Henriette Gertrud Oberländer, geb. Schmidt (1839–1870) in Odenkirchen geboren. Er heiratete Friederike Loeb (*09.08.1878), aus der Ehe gingen zwei Töchter hervor: Ruth (*unbekannt, überlebt) und Gertrud (*09.10.1902). Sigmund wurde am 25.07.1942 von Aachen mit dem Transport VII/2, Zug Da 71 in das Ghetto Theresienstadt verbracht, am 16.09.1942 weiter mit dem Transport Br nach Treblinka deportiert. U.a. laut dieser Quelle ist er dort ermordet worden (strittig: Laut dieser Quelle soll Sigmund in Auschwitz ermordet worden sein). |
| Burgfreiheit 3 ·                                       | 13. Nov. 2011  | Hier wohnte Gertrud Oberländer Jg. 1902 Verzogen 1933 Holland Interniert Westerbork Deportiert Ermordet in Auschwitz                            |      | Gertrud Oberländer wurde am 09.10.1902 als Tochter von Sigmund Oberländer (*12.12.1868) und Friederike Oberländer, geb. Loeb (*09.08.1878) in Odenkirchen geboren, sie hatte eine Schwester: Ruth (*unbekannt, überlebt). Gertrud emigrierte im Jahr 1933 in die Niederlande, nach dem Einmarsch der Nazis wurde sie in Westerbork interniert. Am 25.02.1944 wurde sie von dort mit dem Transport XXIV/4 (Deportationsnummer 800) ins Ghetto Theresienstadt verbracht, weiter am 16.05.1944 mit dem Transport Ea (Deportationsnummer 2300) nach Auschwitz deportiert, wo sie ermordet wurde (als Todesdatum wird der 28.02.1945 angegeben). |
| Burgfreiheit 4 ·                                       | 16. Sep. 2013  | Hier wohnte Ulrich Heidelberger Jg. 1881 Flucht 1937 Holland Interniert Westerbork Deportiert 1943 Sobibor Ermordet 1943                        |      | Ulrich Heidelberger wurde am 24.02.1881 als Sohn von Moritz Heidelberger und Clara Heidelberger, geb. Rosskamm in Ichenhausen geboren. Er heiratete im Jahr 1920 Johanne Salomon (*10.03.1895), aus der Ehe ging eine Tochter hervor: Ilse (* 1921, überlebt, 1936 in die USA emigriert). Ulrich flüchtete im Februar 1937 in die Niederlande, am 26.05.1943 wurde er mit seiner Ehefrau in Westerbork interniert. Am 20.07.1943 wurden beide ins Vernichtungslager Sobibor deportiert, als Todesdatum für Ulrich wird der 23.07.1943 angegeben. |
| Burgfreiheit 4 ·                                       | 16. Sep. 2013  | Hier wohnte Johanne Heidelberger Geb. Salomon Jg. 1895 Flucht 1938 Holland Interniert Westerbork Deportiert 1943 Sobibor Ermordet 1943          |      | Johanne Salomon wurde am 10.03.1895 als Tochter von David Salmon (1865–1926) und Mathilde Salmon, geb. Heimann (*22.07.1867) in Odenkirchen geboren. Sie heiratete im Jahr 1920 Ulrich Heidelberger (*24.02.1881), aus der Ehe ging eine Tochter hervor: Ilse (* 1921, überlebt). Im August 1938 konnten Johanne und ihre Mutter Mathilde in die Niederlande ausreisen. Am 26.05.1943 wurden Ulrich und Johanne in Westerbork interniert, am 20.07.1943 wurden beide ins Vernichtungslager Sobibor deportiert, als Todesdatum für Johanne wird der 23.07.1943 angegeben. |
| Burgfreiheit 4 ·                                       | 16. Sep. 2013  | Hier wohnte Mathilde Salmon Geb. Heimann Jg. 1867 Deportiert 1941 Lodz/Litzmannstadt Ermordet 1942 Chelmno/Kulmhof                              |      | Mathilde Heimann wurde am 22.07.1867 in Otterberg geboren, sie heiratete David Salmon (1865–1926), eine Tochter ist bekannt: Johanne (*10.03.1895). Mathilde wurde – nachdem sie zwischenzeitlich nach Berlin verzogen war – am 18.10.1941 mit dem Transport 1 in das Ghetto Litzmannstadt verbracht, von dort am 08.05.1942 weiter in das Vernichtungslager Chelmno deportiert, wo sie ermordet wurde. |
| Bylandtstraße 20 ·                                     | 10. März 2016  | Hier wohnte Siegmund Winter Jg. 1881 Deportiert 1942 Izbica Ermordet in Sobibor                                                                 |      | Siegmund Winter wurde am 28.04.1881 als Sohn des Ehepaares Seligmann Winter (1850–1906) und Barbara Winter, geb. Salm (1846–1911) in Rheydt geboren. Er war mit Berta Winter, geb. Simons (*05.08.1888) verheiratet, die Ehe blieb kinderlos. Die Familie wurde am 15.06.1942 über Düsseldorf nach Sobibor deportiert, dort wurden beide ermordet. |
| Bylandtstraße 20 ·                                     | 10. März 2016  | Hier wohnte Berta Winter Geb. Simons Jg. 1888 Deportiert 1942 Izbica Ermordet in Sobibor                                                        |      | Berta Simons wurde am 05.08.1888 als Tochter von Philipp und Sibilla Simons, geb. Daniel in Dülken geboren. Sie heiratete Siegmund Winter (*28.04.1881), die Ehe blieb kinderlos. Berta und Siegmund wurden am 15.06.1942 über Düsseldorf nach Sobibor deportiert, dort wurden beide ermordet. |
| Freiheitstraße 31 ·                                    | 1. Jan. 2000   | Hier wohnte Josef Joseph Jg. 1882 Flucht 1939 Amerika überlebt                                                                                  |      | Josef Joseph wurde am 09.11.1882 als Sohn von Ludwig Joseph und Elisabeth Joseph, geb. Walter in Altenbamberg geboren. Nach einem Einsatz als Frontkämpfer im Ersten Weltkrieg arbeitete er als Richter am Militärgericht in Köln, 1918 zog er nach Rheydt, um eine Rechtsanwaltspraxis zu eröffnen. Er heiratete Lilly Salmon (1901–1993), ein Kind – Liesel (1928–2013) – kam zur Welt. Als Jude, Liberaler und Freimaurer entsprach er dem Feindbild der Nazi-Ideologie, im Jahr 1933 wurde er als Kommunist denunziert. Nach einer Schutzhaft in Dachau wurde ihm die Zulassung als Rechtsanwalt entzogen, eine Auswanderung nach Kuba wurde beschlossen. Am 13.05.1939 verließ die MS St. Louis Hamburg in Richtung Kuba, wo die Passagiere aber keine Landeerlaubnis erhielten. Nach einer Umkehr nach Europa erhielt die Familie Joseph die Möglichkeit, nach Großbritannien einzureisen, wo sie aber als „Enemy Alien“ eingestuft wurden. Am 10.09.1940 konnte die Familie in die USA (Philadelphia) einwandern, wo Josef am 23.11.1945 verstarb. |
| Friedrich-Ebert-Straße 21 ·                            | 13. Nov. 2007  | Hier wohnte Karl Nussbaum Jg. 1893 Deportiert 1943 Theresienstadt Ermordet 1944 in Auschwitz                                                    |      | Karl Nussbaum wurde am 19.11.1893 in Aachen geboren. Im Dezember 1919 heiratete er in seiner Geburtsstadt Franziska Scheye (*23.02.1893), aus der Ehe gingen drei Kinder hervor: Liselotte, Addy (beide überlebt) und Erwin (*19.12.1920). Als Beruf wird Kaufmann angegeben, weiterhin war er als Beauftragter der Reichsvereinigung deutscher Juden tätig. Am 07.06.1943 wurde er als „jüdischer Funktionär“ festgenommen und mit seiner Ehefrau am 25.06.1943 mit dem Transport VII/3, nr. 19 über Düsseldorf nach Theresienstadt deportiert. Von dort aus wurde Karl mit dem Transport Ek, nr. 1233 am 28.09.1944 nach Auschwitz verbracht, wo er am selben Tag ermordet wurde. |
| Friedrich-Ebert-Straße 21 ·                            | 13. Nov. 2007  | Hier wohnte Franziska Nussbaum Geb. Scheye Jg. 1893 Deportiert 1943 Theresienstadt Ermordet 1944 in Auschwitz                                   |      | Franziska Scheye wurde am 23.02.1893 als Tochter von Lippmann Scheye und Fanny Scheye, geb. Mayer in Vallendar geboren. Im Dezember 1919 heiratete sie Karl Nussbaum (*19.11.1893), aus der Ehe gingen drei Kinder hervor: Liselotte, Addy (beide überlebt) und Erwin (*19.12.1920). Franziska und ihr Ehemann wurden am 25.06.1943 mit dem Transport VII/3, nr. 20 über Düsseldorf nach Theresienstadt deportiert. Von dort aus wurde Franziska mit dem Transport Eo, nr. 1537 am 06.10.1944 nach Auschwitz verbracht, wo sie ermordet wurde. |
| Friedrich-Ebert-Straße 21 ·                            | 13. Nov. 2007  | Hier wohnte Erwin Nussbaum Jg. 1920 Flucht 1939 Holland Interniert Westerbork Deportiert Ermordet 1944 in Auschwitz                             |      | Erwin Nussbaum wurde am 19.12.1920 als Sohn von Karl Nussbaum (*19.11.1893) und Franziska Nussbaum, geb. Scheye (*23.02.1893) in Rheydt geboren. Er lebte bis zum April 1938 bei seinen Eltern, verzog aber dann nach Ligota Tułowicka wo er beim November-Pogrom 1938 festgenommen wurde und nach Buchenwald verbracht wurde. Im Dezember 1939 kehrte er ins Elternhaus zurück, am 06.01.1939 verzog er nach Deventer. Nach dem Einmarsch der Nazis in die Niederlande wurde er festgenommen und in Westerbork interniert. Von dort aus ging es 1942 nach Auschwitz, wo er am 31.03.1944 vergast wurde. |
| Friedrich-Ebert-Straße 21 ·                            | 13. Nov. 2007  | Hier wohnte Hermann Michelson Jg. 1858 Flucht 1939 Holland Interniert Westerbork Deportiert Ermordet 1943 in Auschwitz                          |      | Hermann Michelson wurde am 14.10.1858 als Sohn von Carl und Helene Michelson in Moers geboren, er war mit Emilie Michelson, geb. Bender verheiratet. Sie lebten vom 04.08.1938 bis zum 19.01.1939 im Haus Friedrich-Ebert-Straße 21, emigrierten aber danach nach Den Haag. Hermann wurde er am 26.02.1943 von Westerbork aus nach Auschwitz deportiert und später für tot erklärt wurde. Als Todesdatum wird der 26.02.1943 angegeben. Emilie ist wahrscheinlich schon in den Niederlanden verstorben, sie könnte auf dem Jüdischen Friedhof Wassenaar begraben sein. |
| Friedrich-Ebert-Straße 21 ·                            | 13. Nov. 2007  | Hier wohnte Simon Spier Jg. 1861 Deportiert 1942 Theresienstadt Ermordet 1942 in Maly Trostinec                                                 |      | Simon Spier wurde am 17.10.1861 in Kalkar geboren. Er war mit Rosa Spier, geb. Strauss (*27.10.1866) verheiratet, sie wohnten vom 03.03.1939 bis zum 16.01.1942 im Haus Friedrich-Ebert-Straße 21. Am 25.07.1942 wurden beide über Düsseldorf mit dem Transport VII/2 ins Ghetto Theresienstadt deportiert, Simon wurde am 21.09.1942 ab Düsseldorf mit dem Transport VII/2, nr. 898 nach Treblinka verbracht, wo er ermordet wurde (strittig: Diese Quelle berichtet von Maly Trostinec als Todesort, diese Quelle spricht von einer weiteren Deportation am 21.09.1942 mit dem Transport Bp, nr. 1279 nach Treblinka). |
| Friedrich-Ebert-Straße 21 ·                            | 13. Nov. 2007  | Hier wohnte Rosa Spier Geb. Strauss Jg. 1866 Deportiert Tod 1942 in Theresienstadt                                                              |      | Rosa Strauss wurde am 27.10.1866 in Millingen geboren, sie war mit Simon Spier (*17.10.1861) verheiratet, sie wohnten vom 03.03.1939 bis zum 16.01.1942 im Haus Friedrich-Ebert-Straße 21. Am 25.07.1942 wurden beide über Düsseldorf mit dem Transport VII/2, nr. 897 ins Ghetto Theresienstadt deportiert, wo Rosa am 03.08.1942 den Tod fand. |
| Friedrich-Ebert-Straße 21 ·                            | 13. Nov. 2007  | Hier wohnte Hermann Harf Jg. 1884 Deportiert 1941 Ermordet in Lodz                                                                              |      | Hermann Harf wurde als Sohn des Ehepaares Lazarus Harf und Fanni Harf, geb. Meyer am 04.03.1884 in Wegberg geboren. Er heiratete Selma Sternberg (*23.12.1891). Hermann und Selma wurde am 27.10.1942 über Düsseldorf ins Ghetto Łódź deportiert, Hermann wurde im September 1942 in Chelmno ermordet (strittig: Diese Quelle spricht von Łódź als Todesort, ein Todesdatum wird dort nicht angegeben). |
| Friedrich-Ebert-Straße 21 ·                            | 13. Nov. 2007  | Hier wohnte Selma Harf Geb. Sternberg Jg. 1891 Deportiert 1941 ermordet in Lodz                                                                 |      | Selma Sternberg wurde am 23.12.1891 als Tochter von Alexander Sternberg und Lina Sternberg, geb. Heinsberg in Lüthorst geboren. Sie heiratete Hermann Harf (*04.03.1884). Hermann und Selma wurde am 27.10.1942 über Düsseldorf ins Ghetto Łódź deportiert, Selma wurde im September 1942 in Chelmno ermordet (strittig: Diese Quelle spricht von Łódź als Todesort, ein Todesdatum wird dort nicht angegeben). |
| Friedrich-Ebert-Straße 21 ·                            | 13. Nov. 2007  | Hier wohnte Siegfried Isaac Jg. 1871 Deportiert 1942 Tod 1943 in Theresienstadt                                                                 |      | Siegfried Isaac wurde am 03.03.1871 in Rheydt geboren, als Beruf wird Kaufmann angegeben. Er war alleinstehend und zog – wie z. B. auch die Familie Spier – in das jüdische Altersheim auf der Friedrich-Ebert-Straße 21. Siegfried wurde am 25.07.1942 mit dem Transport VII/2, Zug Da 71 von Aachen (Deportationsnummer 548) nach Theresienstadt deportiert, wo er am 05.04.1943 ermordet wurde. |
| Friedrich-Ebert-Straße 21 ·                            | 13. Nov. 2007  | Hier wohnte Rosa Kanter Geb. Windmüller Jg. 1860 Deportiert 1942 Tod 1943 in Theresienstadt                                                     |      | Rosa Windmüller wurde am 14.01.1860 in Borken als Tochter von Salomon Windmüller und Engelina Windmüller, geb. Oster geboren, als Beruf wird Hausfrau angegeben, sie war verheiratet (Ehemann unbekannt). Am 25.07.1942 wurde Rosa über Düsseldorf ins Ghetto Theresienstadt deportiert, wo sie am 29.11.1942 umgebracht wurde. |
| Friedrich-Ebert-Straße 21 ·                            | 13. Nov. 2007  | Hier wohnte Hermine Lenneberg Geb. Reifenberg Jg. 1882 Deportiert 1941 Ermordet in Lodz                                                         |      | Hermine Reifenberg wurde am 25.02.1882 als Tochter von Joseph und Henriette Reifenberg in Köln geboren. Als Beruf wird Hausfrau angegeben, sie war mit Julius Lenneberg (†16.09.1941) verheiratet, der Eigentümer des Hauses Friedrich-Ebert-Straße 21 war. Hermine wurde am 27.10.1941 über Düsseldorf ins Ghetto Łódź verbracht, am 06.05.1942 nach Chelmno deportiert. Als Todesdatum wird der 07.05.1942 angegeben. |
| Friedrich-Ebert-Straße 264 ·                           | 14. Dez. 2023  | Hier wohnte Siegfried Levy Jg. 1891 Deportiert 1942 Ermordet in Auschwitz                                                                       |      | Siegfried Levy wurde am 9. Mai 1891 geboren. Seine Eltern waren Bernhard Levy und dessen Frau Julie Levy, geb. Rosen, aus Wickrath. Siegfried Levy arbeitete zunächst als Zuschneider und war im Ersten Weltkrieg Soldat. Anfang 1915 heiratete er Elisabeth Süßkind aus Rheydt. Ab 1930 wohnte das Ehepaar im Haus an der Friedrich-Ebert-Straße 264. Siegfried Levy war jetzt Teilhaber einer Kleiderfabrik in Mönchengladbach. Im Jahr 1935 geriet er ins Visier der Nationalsozialisten und wurde wegen „Notzucht und fortgesetzter tätlicher Beleidigung“ zu drei Jahren Zuchthaus verurteilt. Nach seiner Entlassung im Jahr 1938 floh er nach Belgien, wo er nach dem Einmarsch der Wehrmacht 1940 in St. Cyprien interniert und anschließend in das Sammellager Drancy verbracht wurde. Von dort aus wurde Levy am 28. Februar 1942 in das KZ Auschwitz-Birkenau deportiert. Nach dem Ende des Zweiten Weltkriegs wurde er vom Amtsgericht Rheydt für tot erklärt. |
| Friedrich-Ebert-Straße 264 ·                           | 14. Dez. 2023  | Hier wohnte Elisabeth Levy Jg. 1890 Deportiert 1941 Ermordet in Riga                                                                            |      | Elisabeth Levy wurde am 23. Dezember 1980 als Elisabeth Süßkind in Rheydt geboren. Ihre Eltern waren der Viehmakler Jakob Süßkind und dessen Frau Charlotte Süßkind, geb. Hollerbaum. Am 11. Januar 1915 heiratete Elisabeth Siegfried Levy und wohnte mit ihm zunächst in der Viktoriastraße in Mönchengladbach; das Ehepaar zog 1930 in das Haus an der Friedrich-Ebert-Straße 264, das Elisabeths Vater gehörte. Nach Inhaftierung und Flucht ihres Ehemannes blieb Elisabeth Levy in Rheydt bei ihrem Vater wohnen, der 1941 verstarb. Die Mutter war bereits 1934 verstorben. Am 10. Dezember 1941 wurde Elisabeth Levy nach Riga deportiert, wo sie laut Zeugenaussagen Ende 1942 erschossen wurde. |
| Gasstraße 13 ·                                         | 18. Dez. 2008  | Hier wohnte Frieda Kerp Geb. Herz Jg. 1895 Deportiert 1941 Ermordet in Lodz                                                                     |      | Frieda Herz wurde am 18.01.1895 als Tochter von Hermann Herz (1851–1917) und Johanna Herz, geb. Bender (1854–1935) in Polch geboren. Sie war mit Alfred Kerp (* 1895, †23.03.1939) verheiratet, aus der Ehe gingen zwei Kinder hervor: Helmut (*10.10.1920) und Irmgard (*28.01.1922). Als Beruf wird Schneiderin angegeben. Frieda und beide Kinder wurden am 27.10.1941 über Düsseldorf ins Ghetto Łódź verbracht, am 28.06.1944 nach Chelmno deportiert. Als Todesdatum wird der 29.06.1944 angegeben (strittig: Diese Quelle spricht von Łódź als Todesort, ein Todesdatum wird nicht genannt). |
| Gasstraße 13 ·                                         | 18. Dez. 2008  | Hier wohnte Irmgard Kerp Jg. 1922 Deportiert 1941 Ermordet in Lodz                                                                              |      | Irmgard Kerp wurde am 28.01.1922 als Tochter von Alfred Kerp (* 1895) und Frieda Kerp, geb. Herz (*18.01.1895) in Odenkirchen geboren. Sie hatte einen Bruder: Helmut (*10.10.1920), als Beruf wird Schneiderin angegeben. Die Familie wurde am 27.10.1941 über Düsseldorf ins Ghetto Łódź verbracht, am 28.06.1944 nach Chelmno deportiert. Als Todesdatum wird der 29.06.1944 angegeben (strittig: Diese Quelle spricht von Łódź als Todesort, ein Todesdatum wird nicht genannt). |
| Gasstraße 13 ·                                         | 18. Dez. 2008  | Hier wohnte Helmut Kerp Jg. 1920 Deportiert 1941 Ermordet in Lodz                                                                               |      | Helmut Kerp wurde am 10.10.1920 als Sohn von Alfred Kerp (* 1895) und Frieda Kerp, geb. Herz (*18.01.1895) in Odenkirchen geboren. Er hatte eine Schwester: Irmgard (*28.01.1922), als Beruf wird Schlosser angegeben. Die Familie wurde am 27.10.1941 über Düsseldorf ins Ghetto Łódź deportiert, wo er für tot erklärt wurde (07.11.1941). |
| Gasstraße 13 ·                                         | 18. Dez. 2008  | Hier wohnte Karl Frenkel Jg. 1889 Deportiert 1942 Izbica Ermordet                                                                               |      | Karl Frenkel wurde am 08.01.1887 als Sohn von Bernhard Frenkel (1852–1926) und Johanna Frenkel, geb. Tannenbaum (1859–1905) in Jüchen geboren. Als Beruf wird Metzger genannt, er war mit Jenny Frenkel, geb. Mayer (*13.06.1892) verheiratet, aus der Ehe gingen drei Söhne hervor: Kurt (*22.10.1924), Günter (*13.09.1927) und Herbert (*21.04.1929). Am 22.04.1942 wurde die Familie über Düsseldorf ins Ghetto Izbica deportiert, wo Karl für tot erklärt wurde. |
| Gasstraße 13 ·                                         | 18. Dez. 2008  | Hier wohnte Jenny Frenkel Geb. Mayer Jg. 1892 Deportiert 1942 Izbica Ermordet                                                                   |      | Jenny Johanna Mayer wurde am 13.06.1892 in Mönchengladbach geboren. Als Beruf wird Hausfrau genannt, sie war mit Karl Frenkel (*08.01.1887) verheiratet, das Ehepaar hatte drei Kinder: Kurt (*22.10.1924), Günter (*13.09.1927) und Herbert (*21.04.1929). Am 22.04.1942 wurde die Familie über Düsseldorf ins Ghetto Izbica deportiert, wo Jenny für tot erklärt wurde. |
| Gasstraße 13 ·                                         | 18. Dez. 2008  | Hier wohnte Kurt Frenkel Jg. 1924 Deportiert 1942 Izbica Ermordet                                                                               |      | Kurt Frenkel wurde am 22.10.1924 als Sohn des Ehepaares Karl Frenkel (*08.01.1887) und Jenny Frenkel, geb. Mayer (*13.06.1892) in Mönchengladbach geboren. Kurt hatte zwei Brüder: Günter (*13.09.1927) und Herbert (*21.04.1929). Am 22.04.1942 wurde die Familie über Düsseldorf ins Ghetto Izbica deportiert, wo Kurt für tot erklärt wurde. |
| Gasstraße 13 ·                                         | 18. Dez. 2008  | Hier wohnte Günter Frenkel Jg. 1927 Deportiert 1942 Izbica Ermordet                                                                             |      | Günter Frenkel wurde am 13.09.1927 als Sohn des Ehepaares Karl Frenkel (*08.01.1887) und Jenny Frenkel, geb. Mayer (*13.06.1892) in Jüchen geboren. Günter hatte zwei Brüder: Kurt (*22.10.1924) und Herbert (*21.04.1929). Am 22.04.1942 wurde die Familie über Düsseldorf ins Ghetto Izbica deportiert, wo Günter für tot erklärt wurde. |
| Gasstraße 13 ·                                         | 18. Dez. 2008  | Hier wohnte Herbert Frenkel Jg. 1929 Deportiert 1942 Izbica Ermordet                                                                            |      | Herbert Frenkel wurde am 21.04.1929 als Sohn des Ehepaares Karl Frenkel (*08.01.1887) und Jenny Frenkel, geb. Mayer (*13.06.1892) in Jüchen geboren. Herbert hatte zwei Brüder: Günter (*13.09.1927) und Kurt (*22.10.1924). Am 22.04.1942 wurde die Familie über Düsseldorf ins Ghetto Izbica deportiert, wo Herbert für tot erklärt wurde. |
| Gasstraße 13 ·                                         | 18. Dez. 2008  | Hier wohnte Leopold Ullmann Jg. 1876 Deportiert 1942 Theresienstadt Tot 15.2.1945                                                               |      | Leopold Ullmann wurde am 22.01.1876 als Sohn von Marcus Ullmann und Henriette Ullmann, geb. Liffmann in Schelsen geboren, er war mit Karoline Ullmann, geb. Winter (*24.06.1869) verheiratet. Leopold und Karoline wurden am 25.07.1942 ab Düsseldorf mit dem Transport VII/2, nr. 937 nach Theresienstadt deportiert, wo er am 15.02.1945 ermordet wurde. |
| Gasstraße 13 ·                                         | 18. Dez. 2008  | Hier wohnte Karoline Ullmann Geb. Winter Jg. 1869 Deportiert 1942 Theresienstadt Tot 11.8.1943                                                  |      | Karoline Winter wurde am 24.06.1869 als Tochter von Emanuel Winter und Wilhelmina Winter, geb. Weingarten in Glehn geboren. Leopold und Karoline wurden am 25.07.1942 ab Düsseldorf mit dem Transport VII/2, nr. 936 nach Theresienstadt deportiert, wo sie am 11.08.1943 ermordet wurde. |
| Hauptstraße 12 ·                                       | 10. März 2016  | Hier wohnte Amalie Buchholz Jg. 1868 Deportiert 1942 Theresienstadt Ermordet 28.8.1942                                                          |      | Amalie Buchholz wurde am 30.12.1868 als Tochter von Siegmund Buchholz und Rica Buchholz, geb. Sutheim (1833–1890) in Detmold geboren, sie hatte eine Schwester: Margarethe (*12.06.1876). Am 25.07.1942 wurden die Schwestern Buchholz mit dem Transport VII/2, Zug Da 71 nach Theresienstadt deportiert, wo Amalie am 28.08.1942 an „Herzschwäche“ verstarb. |
| Hauptstraße 12 ·                                       | 10. März 2016  | Hier wohnte Margarethe Buchholz Jg. 1876 Deportiert 1942 Theresienstadt 1942 Treblinka Ermordet                                                 |      | Margarethe Buchholz wurde am 12.06.1876 als Tochter von Siegmund Buchholz und Rica Buchholz, geb. Sutheim (1833–1890) in Detmold geboren, sie hatte eine Schwester: Amalie (*30.12.1868). Am 25.07.1942 wurden die Schwestern Buchholz mit dem Transport VII/2, Zug Da 71 nach Theresienstadt verbracht, Margarethe wurde dann am 26.09.1942 nach Treblinka deportiert, wo sie ermordet wurde. |
| Hauptstraße 31 ·                                       | 29. Apr. 2022  | Hier wohnte Rosalie Brockers Geb. Levy Jg. 1886 Deportiert 1941 Ermordet in Riga                                                                |      | Rosalie Brockers wurde am 11. Mai 1886 als Tochter von Lazarus Levy und Henriette Levy geb. Wolff in Rheydt geboren. Am 7. März 1913 heiratete sie den Katholiken Peter Heinrich Brockers (1890–1940). Aus der Ehe gingen die Töchter Henriette (* 1913) und Sybilla (* 1922) hervor. Anfang Oktober des Jahres 1930 zog die Familie von der Friedrich-Ebert-Straße 122 in die Hauptstraße 31 in Rheydt. Nach dem frühen Tod ihres Mannes im Jahr 1940 waren Rosalie Brockers und ihre Töchter den Schikanen durch die Nationalsozialisten ausgesetzt. Am 11. Dezember 1941 wurden sie über Düsseldorf in das Ghetto Riga deportiert. Dort wurde Rosalie Brockers ermordet. Ihr Todesdatum ist unbekannt. |
| Hauptstraße 31 ·                                       | 29. Apr. 2022  | Hier wohnte Heinrich Brockers Jg. 1860 Gedemütigt/Entrechtet Tot 7.8.1940                                                                       |      | Heinrich Brockers wurde am 22. Januar 1890 in Engelbleck als Sohn von Benedikt Brockers und Maria Sibylla Brockers geboren. Er war katholischer Religion und arbeitete unter anderem als Kesselheizer und als Friedhofswärter des jüdischen Friedhofs an der Eifelstraße in Rheydt. Am 7. März 1913 heiratete er Rosalie Levy (* 1886). Aus der Ehe gingen die Töchter Henriette (* 1913) und Sybilla (* 1922) hervor. Die Familie lebte ab Oktober 1930 in der Hauptstraße 31. Heinrich Brockers starb mit nur 50 Jahren am 17. August 1940 in Odenkirchen im Krankenhaus. |
| Hauptstraße 31 ·                                       | 29. Apr. 2022  | Hier wohnte Henriette Brockers Jg. 1913 Deportiert 1941 Riga Ermordet 8.12.1944 Stutthof                                                        |      | Henriette Brockers wurde am 28. November 1913 als Tochter von Peter Heinrich Brockers (1890–1940) und Rosalie Brockers geb. Levy (1886–1941) in Rheydt geboren. Sie hatte eine Schwester, Sybilla (* 1922). Die Familie lebte ab Oktober 1930 in der Hauptstraße 31 in Rheydt. Am 11. Dezember 1941 wurde Henriette Brockers zusammen mit ihrer Mutter und Schwester über Düsseldorf in das Ghetto Riga deportiert, von wo aus Henriette am 9. August 1944 in das Konzentrationslager Stutthof verlegt wurde. Dort wurde sie am 8. Dezember 1944 ermordet. |
| Hauptstraße 31 ·                                       | 29. Apr. 2022  | Hier wohnte Sybilla Billa Brockers Jg. 1922 Deportiert 1941 Riga 1944 Stutthof Ermordet                                                         |      | Sybilla Brockers wurde am 11. Januar 1922 als Tochter von Peter Heinrich Brockers (1890–1940) und Rosalie Brockers geb. Levy (1886–1941) in Rheydt geboren. Sie hatte die Schwester Henriette (* 1913). Die Familie lebte ab Oktober 1930 in der Hauptstraße 31 in Rheydt. Am 11. Dezember 1941 wurde Sybilla Brockers zusammen mit ihrer Mutter und Schwester über Düsseldorf in das Ghetto Riga deportiert. Am 8. Dezember 1944 verbrachte man Sybilla Brockers in das Konzentrationslager Stutthof, wo sie an einem unbekannten Datum ermordet wurde (1945 wurde sie für tot erklärt). |
| Hauptstraße 33 ·                                       | 18. Dez. 2008  | Hier wohnte Adele Aron Jg. 1920 Deportiert 1941 Ermordet in Lodz                                                                                |      | Adele Aron wurde am 09.03.1920 als Tochter von Salli Aron (1876–1938) und Karoline Aron, geb. Willner (*07.08.1884) in Rheydt geboren, sie hatte eine Schwester: Hildegard (* 1906). Karoline und Adele wurden am 27.10.1941 über Düsseldorf ins Ghetto Litzmannstadt verbracht und von dort aus am 26.06.1944 ins Vernichtungslager Chelmno deportiert; als Todesdatum von Adele wird der 27.06.1944 angegeben (strittig: Laut dieser Quelle soll Adele zu einem nicht bekannten Zeitpunkt in Litzmannstadt verstorben sein). |
| Hauptstraße 33 ·                                       | 18. Dez. 2008  | Hier wohnte Karoline Aron Geb. Willner Jg. 1884 Deportiert 1941 Ermordet in Lodz                                                                |      | Karoline Willner wurde am 07.08.1884 als Tochter von Benjamin Willner und Adelheid Willner, geb. Klein in Vorst geboren. Sie heiratete Salli Aron (1876–1938), aus der Ehe gingen zwei Töchter hervor: Adele (09.03.1920) und Hildegard (* 1906, 1938 nach Recklinghausen verzogen, überlebt, über England nach New York emigriert). Karoline und Adele wurden am 27.10.1941 über Düsseldorf ins Ghetto Litzmannstadt verbracht und von dort aus am 26.06.1944 ins Vernichtungslager Chelmno deportiert; Karoline wurde hier im September 1944 ermordet (strittig: Laut dieser Quelle soll Karoline zu einem nicht bekannten Zeitpunkt in Litzmannstadt verstorben sein). |
| Hauptstraße 91 ·                                       | 14. Dez. 2023  | Hier wohnte Albertine Friedländer Jg. 1874 Deportiert 1941 Ermordet in Kulmhof                                                                  |      | Albertine Friedländer kam am 7. Juli 1874 in Rheydt als Tochter des Kaufmanns Hermann Isaac und dessen Frau Josephine Isaac, geb. Spiero, zur Welt. Sie heiratete am 14. Mai 1915 den Kaufmann Simon Friedländer aus Myslowitz, Schlesien. Das Paar blieb kinderlos. Simon Friedländer übernahm nach dem Tod seiner Schwiegermutter 1918 deren Manufakturwarenhandlung an der Hauptstraße in Rheydt. Anfang der 1930er Jahre trennte sich das Paar und Simon verzog nach Köln. Albertine Friedländer wohnte nach mehreren Wohnungswechseln ab 1937 im Haus an der Hauptstraße 91. Am 27. Oktober 1941 wurde sie von Düsseldorf aus nach Łódź deportiert, von wo aus sie am 7. Mai 1942 in das Vernichtungslager Kulmhof kam. Einen Tag später wurde Albertine Friedländer dort im Alter von 67 Jahren ermordet. |
| Hauptstraße 126 ·                                      | 14. Dez. 2023  | Hier wohnte Louis Harf Jg. 1885 Deportiert 1942 Transit-Ghetto Izbica ermordet                                                                  |      | Louis Harf wurde am 26. Dezember 1985 in Wickrath geboren. Seine Eltern waren der Zigarrenmacher Hermann Harf und dessen Ehefrau Rosette Harf geb. Wolff. Als Vertreter arbeitete Louis Harf eine Zeitlang in Nord- und Mitteldeutschland. Im Dezember 1919 heiratete er in Schneidemühl die dort geborene Herta Heymann. Die einzige Tochter des Paares, Hildegard, kam im Oktober 1920 in Gardelegen bei Magdeburg zur Welt. In den 1920er Jahren zog die Familie nach Wickrath und im Jahr 1930 nach Rheydt, wo sie von 1933 bis 1941 im Haus an der Hauptstraße 126 wohnte. Louis Harf war während der NS-Zeit in einer Mönchengladbacher Kleiderfabrik als Bügler zwangsverpflichtet. Am 21. April 1942 wurde er zusammen mit Frau und Tochter über Düsseldorf in das Ghetto Izbica deportiert; anschließend verlor sich die Spur der Familie. Louis Harf wurde 1951 mit Datum vom 31. Dezember 1945 für tot erklärt. |
| Hauptstraße 126 ·                                      | 14. Dez. 2023  | Hier wohnte Herta Harf Jg. 1882 Deportiert 1942 Transit-Ghetto Izbica ermordet                                                                  |      | Herta Harf wurde am 13. Juli 1892 im westpreußischen Schneidemühl als Tochter des Kaufmanns Philipp Heymann und dessen Ehefrau Sara Heymann, geb. Hirsekorn, geboren. Ihr Bruder Jacob war vier Jahre älter als sie. Im Dezember 1919 heiratete sie an ihrem Heimatort den Vertreter Louis Harf aus Wickrath. Im darauffolgenden Jahr wurde ihre Tochter Hildegard in Gardelegen bei Magdeburg geboren. Die Familie zog in den 1920er Jahren ins Rheinland, zunächst nach Wickrath, später nach Rheydt, wo das Ehepaar Harf von 1933 bis 1941 in dem Haus an der Hauptstraße 126 lebte. Am 21. April 1942 wurde Herta Harf zusammen mit ihrem Mann und ihrer Tochter über Düsseldorf in das Ghetto Izbica deportiert; anschließend verlor sich die Spur der Familie. |
| Hauptstraße 126 ·                                      | 14. Dez. 2023  | Hier wohnte Hildegard Harf Jg. 1920 Deportiert 1942 Transit-Ghetto Izbica ermordet                                                              |      | Hildegard Harf wurde am 18. Oktober 1920 in Gardelegen bei Magdeburg als einziges Kind ihrer Eltern Louis und Herta Harf geboren. In den 1920er Jahren zog die Familie zunächst nach Wickrath, den Geburtsort des Vaters. Im Jahr 1930 wechselte sie nach Rheydt, wo sie ab Mitte 1933 in dem Haus an der Hauptstraße 126 lebte. Hildegard Harf verließ 1938 im Alter von 18 Jahren das elterliche Haus und verdingte sich als Arbeiterin. Am 21. April 1942 wurde sie zusammen mit ihren Eltern über Düsseldorf in das Ghetto Izbica deportiert; anschließend verlor sich die Spur der Familie. |
| Hauptstraße 131/133 ·                                  | 22. Apr. 2021  | Hier wohnte Albert Zander Jg. 1896 Flucht 1940 Holland Interniert Westerbork Deportiert 1942 Auschwitz Ermordet 30.4.1943                       |      | Albert Zander wurde am 05.03.1896 als Sohn von Johann Zander und Julia Zander, geb. Harf in Beckrath geboren. Er heiratete Else Samuel, die Ehe blieb kinderlos. Das Ehepaar emigrierte kurz vor dem Einmarsch der deutschen Truppen in die Niederlande nach Maastricht, es war geplant, nach Mexiko auszuwandern. Albert und Else wurden im Durchgangslager Westerbork interniert und von dort aus ins KZ Auschwitz deportiert, wo Albert am 30.04.1943 ermordet wurde. |
| Hauptstraße 131/133 ·                                  | 22. Apr. 2021  | Hier wohnte Else Zander Geb. Samuel Jg. 1898 Flucht 1940 Holland Interniert Westerbork Deportiert 1942 Auschwitz Ermordet 31.8.1942             |      | Else Samuel wurde am 15.05.1898 als Tochter von Samuel Samuel und Betty Samuel, geb. Guthof in Gedern geboren. Sie heiratete Albert Zander, die Ehe blieb kinderlos. Das Ehepaar emigrierte kurz vor dem Einmarsch der deutschen Truppen in die Niederlande nach Maastricht, es war geplant, nach Mexiko auszuwandern. Albert und Else wurden im Durchgangslager Westerbork interniert und von dort aus ins KZ Auschwitz deportiert, wo Else am 31.08.1943 ermordet wurde. |
| Hauptstraße 175 ·                                      | 18. Dez. 2017  | Hier wohnte Amalie Hänsel Geb. Levy Jg. 1872 Deportiert 1942 Theresienstadt Ermordet 31.03.1943                                                 |      | Amalie Levy wurde am 08.08.1872 als Tochter von Simon Levy (1846–1935) und Johanna Levy, geb. Cahn in Dülken geboren, sie hatte eine Schwester: Regina (03.01.1876). Sie heiratete Ernst August Hänsel (Schicksal unbekannt), die Ehe blieb kinderlos. Amalie wurde am 25.07.1942 mit dem Transport VII/2, nr. 476 über Aachen ins Ghetto Theresienstadt deportiert, wo sie am 31.03.1943 ermordet wurde. |
| Hauptstraße 175 ·                                      | 18. Dez. 2017  | Hier wohnte Regina Levy Jg. 1876 Deportiert 1941 Riga Ermordet Jan. 1942                                                                        |      | Regina Levy wurde am 03.01.1876 als Tochter von Simon Levy (1846–1935) und Johanna Levy, geb. Cahn in Giesenkirchen geboren, sie hatte eine Schwester: Amalie (*08.08.1872). Regina blieb unverheiratet, eine uneheliche Tochter – Else (*30.01.1902, im Jahr 1929 in die Niederlande verzogen, überlebt) – ist bekannt. Regina wurde am 11.12.1941 ab Düsseldorf ins Ghetto Riga deportiert, wo sie (vermutlich) im Januar 1942 umkam (strittig: Diese Quelle gibt Regen als Todesort an). |
| Hauptstraße 236 ·                                      | 25. Jan. 2008  | Hier wohnte Ilse Simons Geb. Albesheim Jg. 1913 Deportiert 1942 Izbica Ermordet                                                                 |      | Ilse Albesheim wurde am 04.03.1913 als Tochter von Max Albesheim und Else Albesheim, geb. Mosheim in Soest geboren. Am 19.12.1935 heiratete sie Dr. Walter Simons (*12.08.1888), die Ehe blieb kinderlos. Am 15.06.1942 wurden Walter und Ilse über Düsseldorf nach Sobibor deportiert, wo Ilse ermordet wurde (strittig: Diese Quelle gibt Izbica als Todesort an). |
| Hauptstraße 236 ·                                      | 25. Jan. 2008  | Hier wohnte Dr. Walter Simons Jg. 1898 Verhaftet 1938 Dachau Deportiert 1942 Izbica Ermordet 1942 in Majdanek                                   |      | Dr. Walter Simons am 12.08.1888 als Sohn von Benjamin Simons (1864–1937) und Franziska Simons, geb. Goldschmidt (1871–1942) in Rheydt geboren, nach seinem Studium in Bonn war er ab 1927 als praktischer Arzt in Rheydt tätig. Am 19.12.1935 heiratete er Ilse Albesheim (*04.03.1913), die Ehe blieb kinderlos. Nach dem Pogrom wurde Walter im Gefängnis Spatzenberg inhaftiert und von dort am 17.11.1938 ins KZ Dachau verbracht, wo er am 05.12.1938 wieder entlassen wurde. Am 15.06.1942 wurden Walter und Ilse über Düsseldorf nach Sobibor deportiert; Walter wurde am 21.09.1942 ins Vernichtungslager Majdanek überstellt, wo er zu einem nicht bekannten Zeitpunkt ermordet wurde. |
| Hermann-Löns-Straße 4 ·                                | 25. März 2011  | Hier wohnte Ernst Meyer Jg. 1893 Zeuge Jehovas Mehrfach verhaftet Zuletzt 1944 'Landesverrat' Zuchthaus Brandenburg Hingerichtet 11.12.1944     |      | Ernst Meyer wurde am 01.06.1893 als Sohn von Johann Albert Meyer und Maria Meyer, geb. Elschenbroich in Rheydt geboren. Er heiratete Henriette Fleck (*14.07.1896), aus der Ehe gingen drei Kinder hervor: Ruth (*24.05.1923), Erich (*14.06.1925) und Werner (*22.11.1929), die Familie gehörte der Glaubensgemeinschaft Zeugen Jehovas an. Wegen verbotener Tätigkeit für die Glaubensgemeinschaft wurde Ernst am 04.03.1937 zu einer Gefängnisstrafe von fünf Monaten verurteilt und am 20.02.1939 aus der Haftanstalt Anrath entlassen. Da Ernst und Henriette Meyer sowie Luise Pakull weiter illegale Schriften der Glaubensgemeinschaft verbreiteten, wurden sie am 04.08.1944 vom Volksgerichtshof zum Tode verurteilt, die Vollstreckung erfolgte wenige Tage später (11.12.1944). |
| Hermann-Löns-Straße 4 ·                                | 25. März 2011  | Hier wohnte Henriette Meyer Geb. Fleck Jg. 1896 Zeugin Jehovas verhaftet 1944 'Landesverrat' Hingerichtet 8.12.1944 Berlin-Plötzensee           |      | Henriette Fleck wurde am 14.07.1896 in Unterlahn geboren, sie heiratete Ernst Meyer (*01.06.1893), aus der Ehe gingen drei Kinder hervor: Ruth (*24.05.1923), Erich (*14.06.1925) und Werner (*22.11.1929), die Familie gehörte der Glaubensgemeinschaft Zeugen Jehovas an. Wegen verbotener Tätigkeit für die Glaubensgemeinschaft wurde Henriette am 04.03.1937 zu einer Gefängnisstrafe von 30 Tagen verurteilt. Da Ernst und Henriette Meyer sowie Luise Pakull weiter illegale Schriften der Glaubensgemeinschaft verbreiteten, wurden sie am 04.08.1944 vom Volksgerichtshof zum Tode verurteilt, die Vollstreckung erfolgte wenige Tage später (08.12.1944) in Berlin-Plötzensee. |
| Hermann-Löns-Straße 4 ·                                | 25. März 2011  | Hier wohnte Erich Meyer Jg. 1925 Zeuge Jehovas Kriegsdienst verweigert Verhaftet 1943 KZ Mohringen 1944 Sachsenhausen Hingerichtet 2.12.1944    |      | Erich Meyer wurde am 14.06.1925 als Sohn von Ernst Meyer (*01.06.1893) und Henriette Meyer, geb. Fleck (*14.07.1896) in Rheydt geboren, er hatte zwei Geschwister: Ruth (*24.05.1923) und Werner (*22.11.1929). Erich weigerte sich aus Glaubensgründen, den Wehrdienst zu leisten und wurde deshalb im September 1942 von der Gestapo verhaftet. Zunächst wurde er vom Januar 1943 bis zum April 1944 in das Jugendschutzlager Moringen eingewiesen, von wo aus er in das Gefängnis des Reichssicherheitshauptamts in Berlin verbracht wurde; (Vermutlich) am 2. Dezember 1944 wurde Erich Meyer erschossen. |
| Hermann-Löns-Straße 4 ·                                | 25. März 2011  | Hier wohnte Luise Pakull Jg. 1895 Zeugin Jehovas Verhaftet 1937 Gefängnis Düsseldorf Hingerichtet 8.12.1944 Berlin-Plötzensee                   |      | Luise Pakull wurde am 08.11.1895 als Tochter von Friedrich und Amalie Pakull in Eiberg geboren, sie gehörte der Glaubensgemeinschaft Zeugen Jehovas an. Wegen verbotener Tätigkeit für die Glaubensgemeinschaft wurde Luise am 21.12.1936 in Dortmund verhaftet und am 12.02.1937 zu drei Monaten Gefängnis verurteilt. Da Ernst und Henriette Meyer sowie Luise Pakull weiter illegale Schriften der Glaubensgemeinschaft verbreiteten, wurden sie am 04.08.1944 vom Volksgerichtshof zum Tode verurteilt, die Vollstreckung erfolgte wenige Tage später (08.12.1944). |
| Hugo-Junkers-Straße 23 ·                               | 29. Apr. 2022  | Hier wohnte Klara Klein Geb. Held Jg. 1885 Deportiert 1941 Lodz/Litzmannstadt Ermordet 14.5.1942 Chelmno/Kulmhof                                |      | Klara Klein wurde am 26. November 1885 in Wertheim als Tochter von Leopold Held (1852–1916) und Hannchen Stern (1853–1918) geboren. Sie hatte mehrere Geschwister. Am 6. August 1910 heiratete sie in Wertheim den Unternehmer Alfred Klein aus Rheydt. Das Paar lebte in der ehemaligen Steinsstraße 22 (Hugo-Junkers-Straße 23) in Rheydt, wo am 30. Juni 1911 Sohn Herbert geboren wurde, der später nach Südafrika auswanderte, wo er 1979 starb. Am 27. Oktober 1941 wurden Klara Klein und ihr Mann über Düsseldorf in das Ghetto Litzmannstadt (Łódź) deportiert und am 14. Mai 1942 im Vernichtungslager Kulmhof (Chelmno) ermordet. |
| Hugo-Junkers-Straße 23 ·                               | 29. Apr. 2022  | Hier wohnte Alfred Klein Jg. 1875 'Schutzhaft' 1938 Gefängnis Spatzenberg Deportiert 1941 Lodz/Litzmannstadt Ermordet 14.5.1942 Chelmno/Kulmhof |      | Alfred Klein wurde am 21. Mai 1875 als Sohn von Julius Klein (1849–1913) und Jenny Klein geb. Grunwald (1849–1928) in Rheydt geboren. Er war Unternehmer im Textilbereich und stellvertretender Vorsitzender der Rheydter Synagogengemeinde. Am 6. August 1910 heiratete er Klara Held (* 1885) aus Wertheim. Das Paar lebte in der ehemaligen Steinsstraße 23 (Hugo-Junkers-Straße 23), wo am 30. Juni 1911 Sohn Herbert geboren wurde. Nach dem Novemberpogrom 1938 war Alfred Klein für mehr als zwei Wochen im Gefängnis Spatzenberg in Mönchengladbach inhaftiert. Am 27. Oktober 1941 wurden er und seine Frau über Düsseldorf in das Ghetto Litzmannstadt (Łódź) deportiert und am 14. Mai 1942 im Vernichtungslager Kulmhof (Chelmno) ermordet. |
| Klosterhofweg / Ecke Konnental ·                       | 11. März 2011  | Hier wohnte Engelbert Wilms Jg. 1903 Verhaftet 1937 'Staatsfeindliche Hetze' Lager Börgermoor Tot 18.3.1943                                     |      | Engelbert Wilms wurde am 23.09.1903 in Odenkirchen geboren, bekannt ist nur, dass er verheiratet war und acht Kinder aus der Ehe hervorgingen. Als Mitglied der KPD geriet er schnell in die Fänge der Nazis: Am 19.07.1937 wurde Engelbert verhaftet und am 13.10.1941 wegen „staatsfeindlicher Äußerungen“ von dem Sondergericht Düsseldorf zu fünf Monaten Gefängnis verurteilt, nach seiner Entlassung wurde er zur Wehrmacht eingezogen. Im Mai 1942 war ein weiteres Verfahren wegen „staatsfeindlicher Äußerungen und Abhörens ausländischer Sender“ gegen ihn anhängig, am 30.06.1942 wurde er deshalb vom Truppengericht Aachen wegen „Wehrkraftzersetzung“ zu fünf Jahren Zuchthaus und Wehrunwürdigkeit verurteilt. Engelbert wurde zunächst nach Aschendorfermoor und dann ins Gefangenenlager Börgermoor verbracht, hier verstarb er am 18.03.1943; als Todesursache wurde Lungenentzündung angegeben. |
| Kohrbleiche 1a ·                                       | 22. Apr. 2021  | Hier wohnte Leon Heimann Jg. 1866 Gedemütigt/Entrechtet Tot 15.1.1937                                                                           |      | Leon Heimann wurde am 01.07.1866 als Sohn von Andreas Heimann und Elisabeth Heimann, geb. van Meer in Odenkirchen geboren, als Beruf wird Metzger angegeben. Am 24.01.1901 heiratete er in Odenkirchen Johanna 'Hannchen' Nussbaum, vier Kinder sind bekannt: Recha Erna, Hermine, Bertha Else und Erich (*09.10.1905, emigriert in die USA, überlebt). Leon verstarb, gedemütigt und entrechtet, am 15.01.1937 und wurde in Odenkirchen begraben. |
| Kohrbleiche 1a ·                                       | 22. Apr. 2021  | Hier wohnte Johanna 'Hannchen' Heimann Geb. Nussbaum Jg. 1871 Deportiert 1942 Theresienstadt Treblinka Ermordet 1942                            |      | Johanna 'Hannchen' Nussbaum wurde am 13.09.1879 als Tochter von David Nussbaum und Veilchen Nussbaum, geb. Goldschmidt in Vollmerz geboren. Am 24.01.1901 heiratete sie in Odenkirchen Leon Heimann, vier Kinder sind bekannt: Recha Erna, Hermine, Bertha Else und Erich (*09.10.1905, emigriert in die USA, überlebt). Johanna wurde am 25.07.1942 ins Ghetto Theresienstadt verbracht und von dort aus ins Vernichtungslager Treblinka deportiert, wo sie ermordet wurde. |
| Kohrbleiche 1a ·                                       | 22. Apr. 2021  | Hier wohnte Recha Erna Meierhoff Geb. Heimann Jg. 1902 Heirat 1937 Soest Mit Hilfe überlebt                                                     |      | Recha Erna Heimann wurde am 01.05.1902 als Tochter von Leon Heimann und Johanna 'Hannchen' Heimann, geb. Nussbaum in Odenkirchen geboren, drei Geschwister sind bekannt: Hermine, Bertha Else und Erich (*09.10.1905, emigriert in die USA, überlebt). Recha verzog 1934 nach Soest, wo sie Walter Meierhoff heiratete. Das Ehepaar gelangte mit der S.S. „Hansa“ von Hamburg nach New York, Recha verstarb im Januar 1987 in Florida. |
| Kohrbleiche 1a ·                                       | 22. Apr. 2021  | Hier wohnte Hermine Heimann Jg. 1903 Deportiert 1941 Riga Stutthof Ermordet 25.11.1944                                                          |      | Hermine Heimann wurde am 17.04.1903 als Tochter von Leon Heimann und Johanna 'Hannchen' Heimann, geb. Nussbaum in Odenkirchen geboren, drei Geschwister sind bekannt: Recha Erna, Bertha Else und Erich (*09.10.1905, emigriert in die USA, überlebt). Bertha und Hermine wurden am 10.12.1941 ab Düsseldorf ins Ghetto Riga deportiert. Am 09.08.1944 wurde Hermine ins KZ Stutthof verbracht, wo sie am 25.11.1944 ermordet wurde. |
| Kohrbleiche 1a ·                                       | 22. Apr. 2021  | Hier wohnte Bertha Else Heimann Jg. 1909 Deportiert 1941 Riga Ermordet                                                                          |      | Bertha Else Nussbaum wurde am 17.08.1908 als Tochter von Leon Heimann und Johanna 'Hannchen' Heimann, geb. Nussbaum in Odenkirchen geboren, drei Geschwister sind bekannt: Recha Erna, Hermine und Erich (*09.10.1905, emigriert in die USA, überlebt). Bertha und Hermine wurden am 10.12.1941 ab Düsseldorf ins Ghetto Riga deportiert, wo Bertha ermordet wurde. |
| Limitenstraße 38 ·                                     | 22. Dez. 2006  | Hier wohnte Hans Frenkel Jg. 1922 Deportiert 1941 Riga Ermordet in Buchenwald                                                                   |      | Hans Frenkel wurde am 11.10.1922 als Sohn von Julius Frenkel (*02.03.1880) und Julie Frenkel, geb. Stein (*23.08.1886) in Rheydt geboren. Am 11.12.1941 wurde die Familie Frenkel über Düsseldorf ins Ghetto Riga verbracht, Hans wurde im August 1944 über Stutthof in das KZ Buchenwald deportiert und dort ermordet. |
| Limitenstraße 38 ·                                     | 22. Dez. 2006  | Hier wohnte Julie Frenkel Geb. Stein Jg. 1886 Deportiert 1941 Riga Ermordet in Auschwitz                                                        |      | Julie Stein wurde am 23.08.1886 als Tochter von Aron Stein (1851–1910) und Sophia Stein, geb. Hirsch in Neuss geboren. Sie heiratete Julius Frenkel (*02.03.1880), aus der Ehe gingen zwei Kinder hervor: Liesel (12.04.1915, überlebt) und Hans (*11.10.1922). Am 11.12.1941 wurde die Familie Frenkel über Düsseldorf ins Ghetto Riga verbracht, Julie wurde am 02.11.1943 nach Auschwitz deportiert und 1945 für tot erklärt. |
| Limitenstraße 38 ·                                     | 22. Dez. 2006  | Hier wohnte Julius Frenkel Jg. 1880 Deportiert 1941 Riga Ermordet 16.06.1942                                                                    |      | Julius Frenkel wurde am 02.03.1880 als Sohn von Benedikt Frenkel (1850–1918) und Carolina Frenkel, geb. Jonas in Odenkirchen geboren. Er heiratete Julie Stein (*23.08.1886), aus der Ehe gingen zwei Kinder hervor: Liesel (12.04.1915, überlebt) und Hans (*11.10.1922). Am 11.12.1941 wurde die Familie Frenkel über Düsseldorf ins Ghetto Riga deportiert, wo Julius am 16.06.1942 ermordet wurde. |
| Limitenstraße 38 ·                                     | 22. Dez. 2006  | Hier wohnte Renate Kaufmann Jg. 1915 Flucht 1939 Holland Deportiert 1941 Ermordet in Auschwitz                                                  |      | Renate Kaufmann wurde am 15.12.1915 als Tochter von Hermann Kaufmann (*02.04.1878) und Sofie Kaufmann, geb. Levi (*04.08.1889) in Waldenrath geboren, sie hatte eine Schwester (Else (*10.12.1917, im Juni 1943 in Sobibor ermordet)) Renate emigrierte am 30.06.1939 nach Amsterdam, am 15.07.1942 wurde sie – über Westerbork – nach Auschwitz deportiert, wo sie ermordet wurde, als Todestag wird der 30.09.1942 angegeben. |
| Limitenstraße 38 ·                                     | 22. Dez. 2006  | Hier wohnte Hermann Kaufmann Jg. 1878 Flucht 1938 Holland Deportiert Ermordet in Sobibor                                                        |      | Hermann Kaufmann wurde am 02.04.1878 als Sohn von Lion Kaufmann (1842–1916) und Jetta Kaufmann, geb. Lichtenstein (1839–1905) in Waldenrath geboren. Er heiratete Sofie Levi (*04.08.1889), aus der Ehe gingen zwei Töchter hervor: Renate (*15.12.1915) und Else (*10.12.1917, im Juni 1943 in Sobibor ermordet). Hermann und Sofie emigrierten im Jahr 1938 in die Niederlande, am 18.05.1943 wurden sie über Westerbork nach Sobibor deportiert und dort am 21.05.1943 ermordet (strittig: Diese Quelle gibt eine Internierung von Hermann im KZ Vught-Hertogenbosch bis zum 09.05.1943 an, danach wurde er ab Westerbork am 18.05.1943 nach Sobibor deportiert, er wurde mit Datum vom 21.05.1943 für tot erklärt). |
| Limitenstraße 38 ·                                     | 22. Dez. 2006  | Hier wohnte Sofie Kaufmann Geb. Levi Jg. 1889 Flucht 1941 Holland Deportiert Ermordet in Sobibor                                                |      | Sofie Levi wurde am 04.08.1889 als Tochter von Jacob Levi und Henriette Levi, geb. Cohn in Otzenrath geboren, eine Schwester ist bekannt: Martha (03.06.1888). Sie heiratete Hermann Kaufmann (*02.04.1878), aus der Ehe gingen zwei Töchter hervor: Renate (*15.12.1915) und Else (*10.12.1917, im Juni 1943 in Sobibor ermordet). Hermann und Sofie emigrierten im Jahr 1938 in die Niederlande, am 18.05.1943 wurden sie über Westerbork nach Sobibor deportiert und dort am 21.05.1943 ermordet. |
| Limitenstraße 38 ·                                     | 22. Dez. 2006  | Hier wohnte Julius Levy Jg. 1885 Deportiert 1941 Ermordet in Riga                                                                               |      | Julius Levy wurde am 08.10.1885 als Sohn von Emanuel Levy und Elisa Levy, geb. Levy in Wickrath geboren. Er heiratete Martha Levi (*03.06.1888), die Ehe blieb kinderlos. Julius wurde am 10.11. – 16.11.1938 im Gefängnis Spatzenberg inhaftiert, am 17.11.1938 weiter nach Dachau überführt und dort am 09.12.1938 entlassen. Julius und Martha wurden am 11.12.1941 über Düsseldorf ins Ghetto Riga deportiert, wo Julius ermordet wurde. |
| Limitenstraße 38 ·                                     | 22. Dez. 2006  | Hier wohnte Martha Levy Geb. Levi Jg. 1888 Deportiert 1941 Riga Ermordet 1944 KZ Stutthof                                                       |      | Martha Levi wurde am 03.06.1888 als Tochter von Jacob Levi und Henriette Levi, geb. Cohn in Otzenrath geboren, eine Schwester ist bekannt: Sofie (*04.08.1889). Sie heiratete Julius Levy (*08.10.1885), die Ehe blieb kinderlos. Julius und Martha wurden am 11.12.1941 über Düsseldorf ins Ghetto Riga deportiert, Martha wurde am 20.07.1944 nach Stutthof überstellt, im Jahr 1945 wurde sie für tot erklärt (strittig: U.a. diese Quelle weist als Todesort das Ghetto Riga aus, ein Datum wird dort nicht angegeben). |
| Limitenstraße 38 ·                                     | 22. Dez. 2006  | Hier wohnte Albert Rosenberg Jg. 1868 Deportiert 1942 Theresienstadt Tot 5.2.1944                                                               |      | Albert Rosenberg wurde am 13.12.1868 als Sohn von Josef Rosenberg (1836–1901) und Johanna Rosenberg, geb. Meyerbach in Amelunxen geboren, eine Schwester ist bekannt: Fanny (*17.08.1866). Albert heiratete Rosa Meyer (*04.04.1874), Kinder sind nicht nachgewiesen. Albert, Rosa und Fanny wurden am 25.07.1942 ab Düsseldorf nach Theresienstadt deportiert und dort am 05.02.1944 ermordet. |
| Limitenstraße 38 ·                                     | 22. Dez. 2006  | Hier wohnte Fanny Rosenberg Jg. 1866 Deportiert 1942 Theresienstadt Tot 17.6.1944                                                               |      | Fanny Rosenberg wurde am 17.08.1866 als Tochter von Josef Rosenberg (1836–1901) und Johanna Rosenberg, geb. Meyerbach in Amelunxen geboren, ein Bruder ist bekannt: Albert (*13.12.1868). Fanny wurde – zusammen mit Abert und Rosa – am 25.07.1942 ab Düsseldorf mit dem Transport VII/2, nr. 811 nach Theresienstadt deportiert und dort am 17.06.1944 ermordet. |
| Limitenstraße 38 ·                                     | 22. Dez. 2006  | Hier wohnte Rosa Rosenberg Geb. Meyer Jg. 1874 Deportiert 1942 Theresienstadt Tot 31.10.1942                                                    |      | Rosa Meyer wurde am 04.04.1874 als Tochter von Jacob Meyer und Rebecca Meyer, geb. König in Münden geboren. Rosa heiratete Albert Rosenberg (*13.12.1868), Kinder sind nicht nachgewiesen. Rosa wurde – zusammen mit Albert und Fanny – am 25.07.1942 ab Düsseldorf mit dem Transport VII/2, nr. 814 nach Theresienstadt deportiert, wo sie am 31.10.1942 ermordet wurde. |
| Losheimer Straße 18 ·                                  | 25. März 2011  | Hier wohnte Moritz Himmelrick Jg. 1882 Verhaftet Nov. 1938 Gefängnis Spatzenberg Deportiert 1941 Lodz ?                                         |      | Moritz Himmelrick wurde am 01.12.1882 als Sohn von Benjamin Moritz Himmelrick und Carolina Himmelrick, geb. Grüneberg (1852–1910) in Werl geboren. Er heiratete Röschen Heumann (*10.01.1885), aus der Ehe gingen zwei Kinder hervor: Käthe (*23.11.1911) und Herbert (19.02.1923). Nach dem Pogrom wurde Moritz in das Gefängnis Spatzenberg verbracht, kurz danach aber wieder entlassen. Die gesamte Familie Himmelrick wurde am 27.10.1941 über Düsseldorf ins Ghetto Litzmannstadt verbracht, von dort aus wurde Moritz am 10.09.1942 ins Vernichtungslager Chelmno deportiert, wo er umkam (strittig: U.a. diese Quelle nennt Litzmannstadt als Todesort, ein konkretes Datum wird dort nicht genannt). |
| Losheimer Straße 18 ·                                  | 25. März 2011  | Hier wohnte Röschen Himmelrick Geb. Heumann Jg. 1885 Deportiert 1941 Lodz ?                                                                     |      | Röschen Heumann wurde am 10.01.1885 als Tochter von Samuel Heumann (1836–1899) und Jeanetta Heumann, geb. Meyer (* 1843) in Friesheim geboren. Sie heiratete Moritz Himmelrick (*01.12.1882), aus der Ehe gingen zwei Kinder hervor: Käthe (*23.11.1911) und Herbert (19.02.1923). Die gesamte Familie Himmelrick wurde am 27.10.1941 über Düsseldorf ins Ghetto Litzmannstadt verbracht, von dort aus wurde Röschen am 10.09.1942 ins Vernichtungslager Chelmno deportiert, wo sie am 11.09.1942 ermordet wurde (strittig: U.a. diese Quelle nennt Litzmannstadt als Todesort, ein konkretes Datum wird dort nicht genannt). |
| Losheimer Straße 18 ·                                  | 25. März 2011  | Hier wohnte Käthe Himmelrick Jg. 1911 Deportiert 1941 Lodz ?                                                                                    |      | Käthe Himmelrick wurde am 23.11.1911 als Tochter von Moritz Himmelrick (*01.12.1882) und Röschen Himmelrick, geb. Heumann (*10.01.1885) in Werl geboren. Die gesamte Familie Himmelrick wurde am 27.10.1941 über Düsseldorf ins Ghetto Litzmannstadt verbracht, von dort aus wurde Käthe am 12.07.1944 ins Vernichtungslager Chelmno deportiert, wo sie am 13.07.1944 ermordet wurde (strittig: U.a. diese Quelle nennt Litzmannstadt als Todesort, ein konkretes Datum wird dort nicht genannt). |
| Losheimer Straße 18 ·                                  | 25. März 2011  | Hier wohnte Herbert Himmelrick Jg. 1923 Deportiert 1941 Lodz ?                                                                                  |      | Herbert Himmelrick wurde am 19.02.1923 als Sohn von Moritz Himmelrick (*01.12.1882) und Röschen Himmelrick, geb. Heumann (*10.01.1885) in Odenkirchen geboren. Die gesamte Familie Himmelrick wurde am 27.10.1941 über Düsseldorf ins Ghetto Litzmannstadt verbracht, wo Herbert am 07.11.1941 ermordet wurde. |
| Mülgaustraße 13 ·                                      | 4. Sep. 2009   | Hier wohnte Sophie Stern Jg. 1880 Deportiert 1941 Riga Ermordet                                                                                 |      | Sophie Stern wurde am 14.01.1880 in Bork geboren. Am 10.12.1941 wurde sie nach Riga verbracht, von dort aus am 01.10.1944 nach Stutthof deportiert, wo sie am 05.12.1944 ermordet wurde. |
| Mülgaustraße 13 ·                                      | 4. Sep. 2009   | Hier wohnte Hildegard Oberländer Jg. 1904 Deportiert 1942 Ermordet in Auschwitz                                                                 |      | Hildegard Oberländer wurde am 09.04.1904 als Tochter von Maximilian Oberländer (1872–1932) und Bertha Oberländer, geb. Bergfeld in Odenkirchen geboren, sie hatte einen Bruder: Kurt (*07.07.1913). Wie ihr Bruder soll sie einen weiteren Wohnsitz in Berlin gehabt haben. Hildegard wurde am 29.11.1942 mit dem Transport 23 ab Berlin nach Auschwitz deportiert, wo sie ermordet wurde. |
| Mülgaustraße 13 ·                                      | 4. Sep. 2009   | Hier wohnte Kurt Oberländer Jg. 1913 Deportiert 1943 Ermordet in Auschwitz                                                                      |      | Kurt Oberländer wurde am 07.07.1913 als Sohn von Maximilian Oberländer (1872–1932) und Bertha Oberländer, geb. Bergfeld in Odenkirchen geboren, er hatte eine Schwester: Hildegard (*09.04.1904). Kurt schlug eine theologische Laufbahn ein (bekannt ist, dass er 1942 als Rabbiner in Berlin tätig war), er heiratete Eva Blumenreich (*20.05.1919, Opfer der Shoah). Kurt und seine Ehefrau wurden am 12.03.1943 ab Berlin mit dem Transport 36 nach Auschwitz deportiert, als Todesdatum von Kurt wird der 28.04.1943 angegeben. |
| Otto-Saffran-Straße 119 ·                              | 7. Nov. 2024   | Hier wohnte Max Jülich Jg. 1883 Deportiert 1941 Ghetto Riga Ermordet 26.3.1942                                                                  |      | Max Jülich wurde am 22.09.1883 als Sohn von Theodor Jülich (1859–1942) und seiner Ehefrau Marianne Jülich, geb. Wolff (1852–1926) in Münstereifel geboren, als Beruf wird Installateur angegeben. Er heiratete Paula Stern, mehr ist leider nicht bekannt. Am 11.12.1941 wurden Max und Paula ab Düsseldorf ins Ghetto Riga deportiert, wo beide am 26.03.1942 (Aktion Dünamünde) ermordet wurden. |
| Otto-Saffran-Straße 119 ·                              | 7. Nov. 2024   | Hier wohnte Paula Jülich Geb. Stern Jg. 1884 Deportiert 1941 Ghetto Riga Ermordet 26.3.1942                                                     |      | Paula Stern wurde am 01.01.1884 als Tochter von Moritz Stern und seiner Ehefrau Lisette Stern, geb. Levy in Dülken geboren, als Beruf wird Hausfrau angegeben. Sie heiratete Max Jülich, mehr ist leider nicht bekannt. Am 11.12.1941 wurden Max und Paula ab Düsseldorf ins Ghetto Riga deportiert, wo beide am 26.03.1942 (Aktion Dünamünde) ermordet wurden. |
| Pötterstraße 66 ·                                      | 13. Nov. 2007  | Hier wohnte Vera Mendel Jg. 1929 Flucht 1939 Belgien Interniert Mechelen Deportiert 1942 Ermordet 1942 in Auschwitz                             |      | Vera Mendel wurde am 18.04.1929 als Tochter von Karl Mendel (*12.01.1902) und Paula Mendel, geb. Jülich (*31.03.1901) in Rheydt geboren, sie hatte einen Bruder (Richard (*12.02.1931)). Karl, Paula, Vera und Richard emigrierten nach Belgien, am 10.10.1942 wurde Vera mit dem Transport XIII von Caserne Dossin nach Auschwitz verbracht, wo sie für tot erklärt wurde. |
| Pötterstraße 66 ·                                      | 13. Nov. 2007  | Hier wohnte Paula Mendel Geb. Jülich Jg. 1901 Flucht 1939 Belgien Interniert Mechelen Deportiert 1942 Ermordet 1942 in Auschwitz                |      | Paula Jülich wurde am 31.03.1901 in Siegburg geboren. Sie heiratete Karl Mendel (*12.01.1902), aus der Ehe gingen zwei Kinder hervor: Vera (*18.04.1929) und Richard (*12.02.1931). Karl, Paula, Vera und Richard emigrierten nach Belgien, am 10.10.1942 wurde Paula mit dem Transport XIII von Caserne Dossin nach Auschwitz verbracht, wo sie für tot erklärt wurde. |
| Pötterstraße 66 ·                                      | 13. Nov. 2007  | Hier wohnte Richard Mendel Jg. 1931 Flucht 1939 Belgien Interniert Mechelen Deportiert 1942 Ermordet 1942 in Auschwitz                          |      | Richard Mendel wurde am 12.02.1931 als Sohn von Karl Mendel (*12.01.1902) und Paula Mendel, geb. Jülich (*31.03.1901) in Rheydt geboren, er hatte eine Schwester (Vera (*18.04.1929)). Karl, Paula, Vera und Richard emigrierten nach Belgien, am 10.10.1942 wurde Richard mit dem Transport XIII von Caserne Dossin nach Auschwitz verbracht, wo er ermordet wurde. |
| Pötterstraße 66 ·                                      | 13. Nov. 2007  | Hier wohnte Karl Mendel Jg. 1902 Flucht 1939 Belgien Interniert Mechelen Deportiert 1942 Ermordet 1942 in Auschwitz                             |      | Karl Mendel wurde am 12.01.1902 als Sohn von Ludwig Mendel (* 1878) und Adele Meyer (* 1879) in Aldekerk geboren, er hatte drei Brüder: Erich (* 1907), Arthur (* 1900) und Otto (* 1904). Karl heiratet Paula Jülich (*31.03.1901), aus der Ehe gingen zwei Kinder hervor: Vera (*18.04.1929) und Richard (*12.02.1931). Karl, Paula, Vera und Richard emigrierten nach Belgien, Karl wurde vom 10. – 15.05.1940 war er im Lager Saint Cyprien interniert. Am 10.10.1942 wurde er ab Mechelen nach Auschwitz verbracht, am 10.02.1945 weiter nach Buchenwald deportiert und dort umgebracht. |
| Ruhrfelder Straße 51 ·                                 | 4. Sep. 2009   | Hier wohnte Jakob Liffmann Jg. 1869 Deportiert 1942 Theresienstadt Ermordet in Treblinka                                                        |      | Jakob Liffmann wurde am 04.07.1869 in als Sohn von Marcus Liffmann (1837–1886) und Amalie Liffmann, geb. Katz (1844–1921) Mönchengladbach geboren, er heiratete Sofia Behr (*10.04.1873), die Ehe blieb kinderlos. Jakob wurde am 25.07.1942 ab Düsseldorf mit dem Transport VII/2, nr. 679 nach Theresienstadt verbracht, am 26.09.1942 mit dem Transport Br, nr. 655 nach Treblinka deportiert, wo er ermordet wurde. |
| Ruhrfelder Straße 51 ·                                 | 4. Sep. 2009   | Hier wohnte Sofia Liffmann Geb. Behr Jg. 1873 Deportiert 1942 Theresienstadt Ermordet in Treblinka                                              |      | Sofia Behr wurde am 10.04.1873 in Heinsberg geboren, sie heiratete Jakob Liffmann (*04.07.1869), die Ehe blieb kinderlos. Sofia wurde am 25.07.1942 ab Düsseldorf nach Theresienstadt verbracht, am 26.09.1942 nach Treblinka deportiert, wo sie ermordet wurde. |
| Salierstraße 18 ·                                      | 18. Dez. 2017  | Hier wohnte Hans Hützen Jg. 1932 Eingewiesen 1941 St. Josefshaus Hardt 'Verlegt' 19.5.1943 Heilanstalt Am Steinhof Wien Ermordet 21.3.1945      |      | Hans Hützen wurde am 27.09.1932 als Sohn des Ehepaares Johann Hützen und Maria Elisabeth Küpper in Rheydt geboren. Durch verschiedene Behinderungen (er war z. B. seit seiner Geburt fast blind) lernte er sehr spät laufen und sein Sprachvermögen entwickelte sich auch nur unzureichend. Eine Untersuchung der Rheinischen Landesklinik in Bonn bringt eine schlechte Diagnose: Es läge ein erheblicher geistiger Defekt vor. Da sich in folgenden häuslichen Pflege auch keine Fortschritte in seiner Entwicklung einstellten, wurde Hans vom 31.03. bis zum 07.05.1940 in die Heil- und Pflegeanstalt Düren eingewiesen. Nach einer kurzen Rückkehr ins Elternhaus kam er am 03.10.1940 bis Ende Januar 1941 in die Heil- und Pflegeanstalt Bonn. Nach einer – wiederum kurzen – Rückkehr ins Elternhaus gaben die Eltern Hans am 03.06.1941 in das St. Josefshaus in Hardt. Von dort wurde er am 20.05.1943 (strittig, eine andere Quelle [PDF] spricht vom 18.05.1943) nach Wien in die Wagner von Jauregg Heil- und Pflegeanstalt („Am Steinhof“) verlegt (Bereich Nervenklinik für Kinder Am Spiegelgrund) und – mit 11 Jahren – in die Männerabteilung Pavillon 22 aufgenommen. Am 08.06.1943 diagnostiziert Dr. Ernst Illing „Schwachsinn“ mit der Prognose „Unheilbar“, daraufhin wird Hans „im Bett verwahrt“ und magert sehr ab, Verdacht auf Tuberkulose wird angenommen. Aus dem Tagesbericht vom 16.12.1943: „verfällt körperlich“, am 21.03.1945 verstirbt Hans an „Lungen-, Bauchfell- und Darmtuberkolose“. |
| Tiergartenstraße 23 ·                                  | 4. Apr. 2007   | Hier wohnte Rebeka Cahn Geb. Claessen Jg. 1874 Deportiert 1942 Theresienstadt Tot 28.8.1942                                                     |      | Rebeka Claessen wurde am 01.09.1874 als Tochter von Simon Claessen (1840–1921) und Eva Claessen, geb. Sassen in Hülchrath geboren, sie heiratete Emanuel Cahn (*26.11.1866). Emanuel und Rebeka wurden am 25.07.1942 mit dem Transport VII/2, Zug Da 71 von Aachen ins Ghetto Theresienstadt verbracht, wo Rebeka am 28.08.1942 verstarb. |
| Tiergartenstraße 23 ·                                  | 4. Apr. 2007   | Hier wohnte Emanuel Cahn Jg. 1866 Deportiert 1942 Theresienstadt Tot 1942 in Maly Trostinek                                                     |      | Emanuel Cahn wurde am 26.11.1866 als Sohn von Joseph Cahn und Sara Cahn, geb. Gottschal(c)k (1834–1905) in Rheydt geboren, er heiratete Rebeka Claessen (*01.09.1874). Emanuel und Rebeka wurden am 25.07.1942 mit dem Transport VII/2, Zug Da 71 von Aachen ins Ghetto Theresienstadt verbracht, Emanuel am 21.09.1942 weiter mit dem nach Maly Trostinez deportiert, er wurde mit Datum 08.05.1945 für tot erklärt (strittig: Laut dieser Quelle soll Emanuel bereits in Theresienstadt umgekommen sein, lt. dieser Quelle erfolgte am 21.09.1942 eine Deportation nach Treblinka, wo Emanuel für tot erklärt wurde). |
| Tiergartenstraße 23 ·                                  | 4. Apr. 2007   | Hier wohnte Margarete Frank Jg. 1894 Deportiert 1942 KZ Ravensbrück Deportiert 1942 Izbica ?                                                    |      | Margarete Frank wurde am 02.12.1894 als Tochter von Leopold Frank (* 1852) und Henriette Frank, geb. Stiebel in Rheydt geboren. Nach einem Verstoß gegen die die im Winter 1942 erlassene Verordnung zur Abgabe aller Woll- und Pelzsachen wurde ein Schutzhaftbefehl ausgestellt. Margarete wurde ins KZ Ravensbrück verbracht und am 22.04.1942 ins Ghetto Izbica deportiert, wo sie umkam. |
| Vierhausstraße 3 ·                                     | 13. Nov. 2007  | Hier wohnte Jenny Isaac Geb. Sommer Jg. 1877 Deportiert 1941 Ermordet 1942 in Riga                                                              |      | Jenny Isaac wurde am 17.09.1877 als Tochter von Leonard Sommer und Johanna Sommer, geb. Bermann in Euskirchen geboren. Sie heiratete Moritz Isaac (1866–1940), der zusammen mit seinem Bruder Julius mechanische Kleiderfabrik Gebr. Isaac besaß. Aus der Ehe gingen zwei Töchter hervor, die überlebten: Aenne Joelson, geb. Isaac (später New York) und Elsbeth Köhlen, geb. Isaac. Jenny wurde am 11.12.1941 über Düsseldorf ins Ghetto Riga deportiert, wo sie am 26.03.1942 der Aktion Dünamünde zum Opfer fiel. |
| Vierhausstraße 3 ·                                     | 13. Nov. 2007  | Hier wohnte Emilie Levi Jg. 1907 Deportiert 1941 Ermordet 1943 in Riga                                                                          |      | Emilie Levi wurde am 04.10.1907 als Tochter von Abraham Levi und Henriette Levi geb. Nathan in Mönchengladbach geboren, sie blieb unverheiratet. Emilie wurde am 11.12.1941 ins Ghetto Riga deportiert, wo sie im Sommer 1943 an Krebs verstarb. |
| Werner-Gilles-Straße 2 ·                               | 24. Mai 2018   | Hier wohnte Max Heymann Jg. 1887 Deportiert 1942 Izbica Ermordet                                                                                |      | Max Heymann wurde am 15.01.1887 als Sohn des Ehepaares Hartogh Heymann und Jetta Heymann, geb. Eisermann in Aldenhoven geboren, als Beruf wird Lehrer angegeben. Am 17.03.1922 heiratete er Anna Buchholz (*01.11.1895), aus der Ehe gingen zwei Kinder hervor: Walter (*30.06.1923) und Edith (*26.11.1925). Max, Anna und die beiden Kinder nahmen am 21.04.1942 freiwillig an dem Transport ab Düsseldorf nach Izbica teil, über ihre weitere Geschichte ist nichts bekannt. |
| Werner-Gilles-Straße 2 ·                               | 24. Mai 2018   | Hier wohnte Anna Heymann Geb. Buchholz Jg. 1895 Deportiert 1942 Izbica Ermordet                                                                 |      | Anna Buchholz wurde am 01.11.1895 als Tochter von Max Buchholz und Caroline Buchholz, geb. Löwenstein in Detmold geboren. Am 17.03.1922 heiratete sie Max Heymann (15.01.1887), aus der Ehe gingen zwei Kinder hervor: Walter (*30.06.1923) und Edith (*26.11.1925). Max, Anna und die beiden Kinder nahmen am 21.04.1942 freiwillig an dem Transport ab Düsseldorf nach Izbica teil, über ihre weitere Geschichte ist nichts bekannt. |
| Werner-Gilles-Straße 2 ·                               | 24. Mai 2018   | Hier wohnte Walter Heymann Jg. 1923 Deportiert 1942 Izbica Ermordet                                                                             |      | Walter Heymann wurde am 30.06.1923 als Sohn des Ehepaares Walter Heymann (*30.06.1923) und Anna Heymann, geb. Buchholz (*01.11.1895) in Rheydt geboren, eine Schwester ist bekannt: Edith (*26.11.1925). Die gesamte Familie nahmen am 21.04.1942 freiwillig an dem Transport ab Düsseldorf nach Izbica teil, über ihre weitere Geschichte ist nichts bekannt. |
| Werner-Gilles-Straße 2 ·                               | 24. Mai 2018   | Hier wohnte Edith Heymann Jg. 1925 Deportiert 1942 Izbica Ermordet                                                                              |      | Edith Heymann wurde am 26.11.1925 als Tochter des Ehepaares Walter Heymann (*30.06.1923) und Anna Heymann, geb. Buchholz (*01.11.1895) in Rheydt geboren, ein Bruder ist bekannt: Walter (*30.06.1923). Die gesamte Familie nahmen am 21.04.1942 freiwillig an dem Transport ab Düsseldorf nach Izbica teil, über ihre weitere Geschichte ist nichts bekannt. |
| Wilhelm-Nießen-Straße 13 ·                             | 12. Nov. 2011  | Hier wohnte Felix Horn Jg. 1867 Deportiert 1942 Theresienstadt Tot 31.8.1943                                                                    |      | Felix Horn wurde am 06.10.1867 als Sohn von Victor Horn (1835–1896) und Rosalie Horn, geb. Meyer (1834–1919) in Dorstfeld geboren, er heiratete am 22.09.1902 Selma Horn (*10.01.1876), aus der Ehe ging eine Tochter hervor: Lotte (*23.04.1904, überlebt, †08.06.1950). Felix und Selma wurden am 25.07.1942 mit dem Transport VII/2, Zug Da 71 von Aachen ins Ghetto Theresienstadt deportiert, als Todesdatum von Felix wird der 02.09.1943 angegeben. |
| Wilhelm-Nießen-Straße 13 ·                             | 12. Nov. 2011  | Hier wohnte Selma Horn Jg. 1876 Deportiert 1942 Theresienstadt Tot 25.12.1943                                                                   |      | Selma Horn wurde am 10.01.1876 als Tochter von Josef Horn (1831–1910) und Amalia Horn, geb. Schmidt (1838–1890) in Odenkirchen geboren, sie heiratete am 22.09.1902 Felix Horn (*06.10.1867), aus der Ehe ging eine Tochter hervor: Lotte (*23.04.1904). Felix und Selma wurden am 25.07.1942 mit dem Transport VII/2, Zug Da 71 von Aachen ins Ghetto Theresienstadt deportiert, als Todesdatum von Selma wird der 25.12.1943 angegeben. |
| Zur Burgmühle 21 (frühere Adresse: Zur Burgmühle 23) · | 22. Dez. 2006  | Hier wohnte Ida Marchfeld Geb. Wolff Jg. 1878 Deportiert 1942 Izbica Tot                                                                        |      | Ida Wolff wurde am 06.06.1878 als Tochter von Simon Wolff (* 1839) und Therese Wolff, geb. Günther (1847–1903) in Bedburg geboren, eine Schwester ist bekannt: Berta Wolff (*31.07.1889). Ida war verheiratet (der Name des Ehemanns ist unbekannt), aus der Ehe gingen zwei Kinder hervor; namentlich bekannt ist nur Kurt Marchfeld (02.05.1915, überlebt, † 1994 in New York). Ida wurde am 22.04.1942 ab Düsseldorf ins Ghetto Izbica deportiert, wo sie umkam (in dieser Quelle wird der 22.04.1942 als Todestag angegeben). |
| Zur Burgmühle 21 (frühere Adresse: Zur Burgmühle 23) · | 22. Dez. 2006  | Hier wohnte Josef Salmon Jg. 1866 Deportiert 1942 Theresienstadt Ermordet in Minsk                                                              |      | Josef Salmon wurde am 26.09.1866 als Sohn von Eduard Salmon (1818–1887) und Helene Salmon, geb. Simons (1830–1926) in Odenkirchen geboren, er heiratete Emma Simson (1866–1922). Aus der Ehe gingen zwei Söhne hervor: Paul (1898–1977) und Eduard (*unbekannt). Josef wurde am 25.07.1942 ab Aachen/Düsseldorf ins Ghetto Theresienstadt verbracht, am 21.09.1942 ins Vernichtungslager Treblinka deportiert; er wurde für tot erklärt. |
| Zur Burgmühle 21 (frühere Adresse: Zur Burgmühle 23) · | 22. Dez. 2006  | Hier wohnte Berta Wolff Jg. 1889 Deportiert 1942 Izbica Tot                                                                                     |      | Berta Wolff wurde am 31.07.1889 als Tochter von Simon Wolff (* 1839) und Therese Wolff, geb. Günther (1847–1903) in Bedburg geboren, eine Schwester ist bekannt: Ida Marchfeld (*06.06.1878). Berta wurde am 22.04.1942 ins Ghetto Izbica deportiert, wo sie ermordet wurde. |
| Zur Burgmühle 21 (frühere Adresse: Zur Burgmühle 23) · | 22. Dez. 2006  | Hier wohnte Ellen Löwenstein Jg. 1923 Deportiert 1942 Izbica Tot                                                                                |      | Ellen Löwenstein wurde am 21.02.1923 als Tochter von Samuel Löwenstein und Gertrud Löwenstein, geb. Sonnenberg in Rheydt geboren. Ellen wurde am 22.04.1942 ab Düsseldorf ins Ghetto Izbica deportiert, wo sie ermordet wurde. |
| Zur Burgmühle 24 ·                                     | 27. Jan. 2006  | Hier wohnte Karl Levy Jg. 1874 Deportiert 1942 Theresienstadt Ermordet 1944 in Auschwitz                                                        |      | Karl Levy wurde am 25.05.1874 als Sohn von Simon Levy und Johanna Levy, geb. Cahn in Schelsen geboren, er heiratete im Jahr 1907 Rosa Bähr (17.03.1873), zwei Kinder gingen aus der Ehe hervor: Walter (*16.02.1908) und Elisabeth (*09.19.1910, verbracht am 18.10.1944 nach Halle/Diemitz, Deportation am 14.02.1945 nach Theresienstadt, Befreiung am 08.05.1945 durch die Rote Armee). Karl wurde am 25.07.1942 ab Düsseldorf mit dem Transport VII/2, Zug Da 71 ins Ghetto Theresienstadt verbracht, am 15.05.1944 weiter mit dem Transport Dz nach Auschwitz deportiert, wo er ermordet wurde. |
| Zur Burgmühle 24 ·                                     | 27. Jan. 2006  | Hier wohnte Rosa Levy Geb. Bähr Jg. 1873 Deportiert 1942 Theresienstadt Tot 20.01.1943                                                          |      | Rosa Bähr wurde am 17.03.1873 als Tochter von Meyer Bähr und Elisabeth Bähr, geb. Schmitz (1812–1873) in Mayen geboren, sie heiratete im Jahr 1907 Karl Levy (*25.05.1874), zwei Kinder gingen aus der Ehe hervor: Walter (*16.02.1908) und Elisabeth (*09.19.1910). Rosa wurde am 25.07.1942 ab Düsseldorf mit dem Transport VII/2, Zug Da 71 ins Ghetto Theresienstadt deportiert, wo sie am 20.01.1942 verstarb. |
| Zur Burgmühle 24 ·                                     | 27. Jan. 2006  | Hier wohnte Walter Levy Jg. 1908 Deportiert 1942 ermordet in Izbica                                                                             |      | Walter Levy wurde am 16.02.1908 als Sohn von Karl Levy (*25.05.1874) und Rosa Levy, geb. Bähr (17.03.1873) in Mönchengladbach geboren, er hatte eine Schwester: Elisabeth (*09.10.1910). Walter wurde am 22.04.1942 ab Düsseldorf ins Ghetto Izbica deportiert, wo er ermordet wurde. |

## Verlegte Stolperschwellen
| Adresse                        | Verlege- datum | Inschrift | Bild                                         | Anmerkung |
| ------------------------------ | -------------- | --- | -------------------------------------------- | --- |
| Friedrich-Ebert-Straße 82–84 · | 13. Dez. 2021  | Als Fabrikantenvilla erbaut 1861 1933–1942 Haushaltungsschule für 161 Jüdinnen und Juden Seit 1935 auch als jüdisches Altersheim genutzt 1941–1942 wurden die Bewohnerinnen/Bewohner deportiert Riga, Lodz/Litzmannstadt, Theresienstadt, Auschwitz 90 von ihnen überlebten die Transporte und Konzentrationslager nicht | Stolperschwelle Friedrich-Ebert-Straße 82–84 | Diese Stolperschwelle vor dem ehemaligen Jüdischen Altenheim in der Friedrich-Ebert Straße 82–84 erinnert an etwa 90 jüdische Senioren, die in den Jahren 1941 bis 1942 nach Riga, Lodz, Litzmannstadt, Theresienstadt und Auschwitz deportiert wurden. 90 von ihnen überlebten die Transporte und Deportationslager nicht. Die Gesellschaft für Christlich-Jüdische Zusammenarbeit Mönchengladbach e.V. hat die Patenschaft für die Stolperschwelle übernommen. |